# Luxembourg
Pour les articles homonymes, voir Luxembourg (homonymie).
Ne doit pas être confondu avec Grand-duché de Luxembourg (1815-1890), Province de Luxembourg ou Luxembourg (ville).
Grand-Duché de Luxembourg
(lb) Groussherzogtum Lëtzebuerg 
(de) Großherzogtum Luxemburg 
Le Luxembourg, en forme longue le Grand-Duché de Luxembourg,,, ou grand-duché de Luxembourg (en luxembourgeois : Lëtzebuerg  et Groussherzogtum Lëtzebuerg, en allemand : Luxemburg et Großherzogtum Luxemburg), est un pays d'Europe de l'Ouest sans accès à la mer. Il est bordé par la Belgique à l'ouest et au nord, l'Allemagne à l'est, et la France au sud. Il comprend deux régions principales : l'Oesling (Éislek en luxembourgeois) au nord, qui est une partie du massif de l'Ardenne, et le Gutland au sud, prolongement de la Lorraine au sens géologique du terme. Le Luxembourg compte 681 973 habitants au 1er janvier 2025, et s'étend sur 2 586 km2, ce qui fait de lui l'une des plus petites nations souveraines d'Europe.
Le Luxembourg est une démocratie représentative et une monarchie constitutionnelle avec un grand-duc pour chef d'État, à la tête du seul grand-duché encore existant en tant qu'État souverain au monde. Son économie dynamique en fait un des pays les plus riches et des plus prospères du monde, avec l'un des produits intérieurs bruts par habitant les plus élevés du monde. Son économie, historiquement dépendante d'une puissante industrie sidérurgique, est aujourd'hui principalement centrée sur les activités financières (environ la moitié du produit intérieur brut), favorisée par une fiscalité très avantageuse dans certains domaines (quasi-exonération d'impôts pour les bénéfices issus de l'exploitation de brevets ou de logiciels). Selon l'ONG Oxfam, le Luxembourg figurait en 2017 parmi « les paradis fiscaux les plus attractifs utilisés par les entreprises », situation qui a quelque peu évolué depuis.
La localisation centrale du territoire luxembourgeois au milieu de la plus forte densité de population en Europe a historiquement fait de lui un lieu d'une grande importance stratégique pour de nombreuses puissances, depuis ses débuts en tant qu'arrière-pays de la Rhénanie romaine, et la construction, sur les ruines d'un ancien fortin romain, d'un château féodal, dans le contexte post-carolingien au Haut Moyen Âge, puis sa situation stratégique au sud-est des grands Pays-Bas, successivement bourguignons et espagnols entre les XVe et XVIIe siècles.
Le Luxembourg est le plus petit membre fondateur de l'Union européenne, de la zone euro, de l'Organisation du traité de l'Atlantique nord (OTAN), de l'Organisation de coopération et de développement économiques (OCDE), de l'Organisation des Nations unies (ONU), de l'Organisation pour la sécurité et la coopération en Europe (OSCE) et du Benelux, ce qui reflète son consensus politique en faveur de l'intégration économique, politique et militaire. La ville de Luxembourg, sa capitale et sa plus grande ville, est le siège de plusieurs établissements et institutions de l'Union européenne.
En 2012, le Luxembourg a été élu pour la première fois de son histoire à un siège temporaire au Conseil de sécurité des Nations unies. En raison de sa position géographique, la culture luxembourgeoise relève à la fois du domaine germanique et de la sphère romane. Le luxembourgeois est la seule langue nationale du pays et des Luxembourgeois,. Cependant, en plus du luxembourgeois, le français et l'allemand sont aussi utilisés dans toutes les affaires administratives et judiciaires, ce qui en fait des langues administratives du Luxembourg. De ce fait, le Luxembourg est considéré comme un pays trilingue.

## Géographie

### Localisation
Le Grand-Duché de Luxembourg est situé au cœur de l'Europe occidentale, entre la Belgique, l'Allemagne et la France. Le Grand-Duché présente deux régions naturelles : l'Oesling (Éislek en luxembourgeois) au nord, et le Gutland, comprenant la vallée de la Moselle à l'est ainsi que le bassin minier au sud. La superficie totale du pays est de 2 586,4 km2, l'Oesling occupant 828 km2 et le Gutland 1 758 km2. Son point culminant est le Kneiff (560,3 m).
Luxembourg est située à une altitude de 300 m. La capitale surprend par le contraste entre les quartiers modernes, comme Kirchberg, perchés sur un plateau rocheux découpé à pic, et les trois quartiers bas (anciens faubourgs) que sont le Grund, Clausen et le Pfaffenthal. Depuis les années 1960, le nouveau quartier né petit à petit sur le plateau de Kirchberg, au nord-est de la ville, est le lieu où se sont implantées diverses institutions communautaires, une partie de l'université du Luxembourg, la Banque européenne d'investissement, la Bibliothèque nationale, la Chambre de commerce luxembourgeoise, certaines directions de la Commission européenne, la Cour de justice de l'Union européenne, la Cour des comptes européenne, le centre sportif d'Coque, Luxexpo The Box, un hémicycle européen, le bâtiment de la Philharmonie de Luxembourg, le groupe de radio-télévision RTL, de nombreuses sociétés bancaires, des sociétés commerciales et diverses institutions scolaires et culturelles.

### Géologie et relief

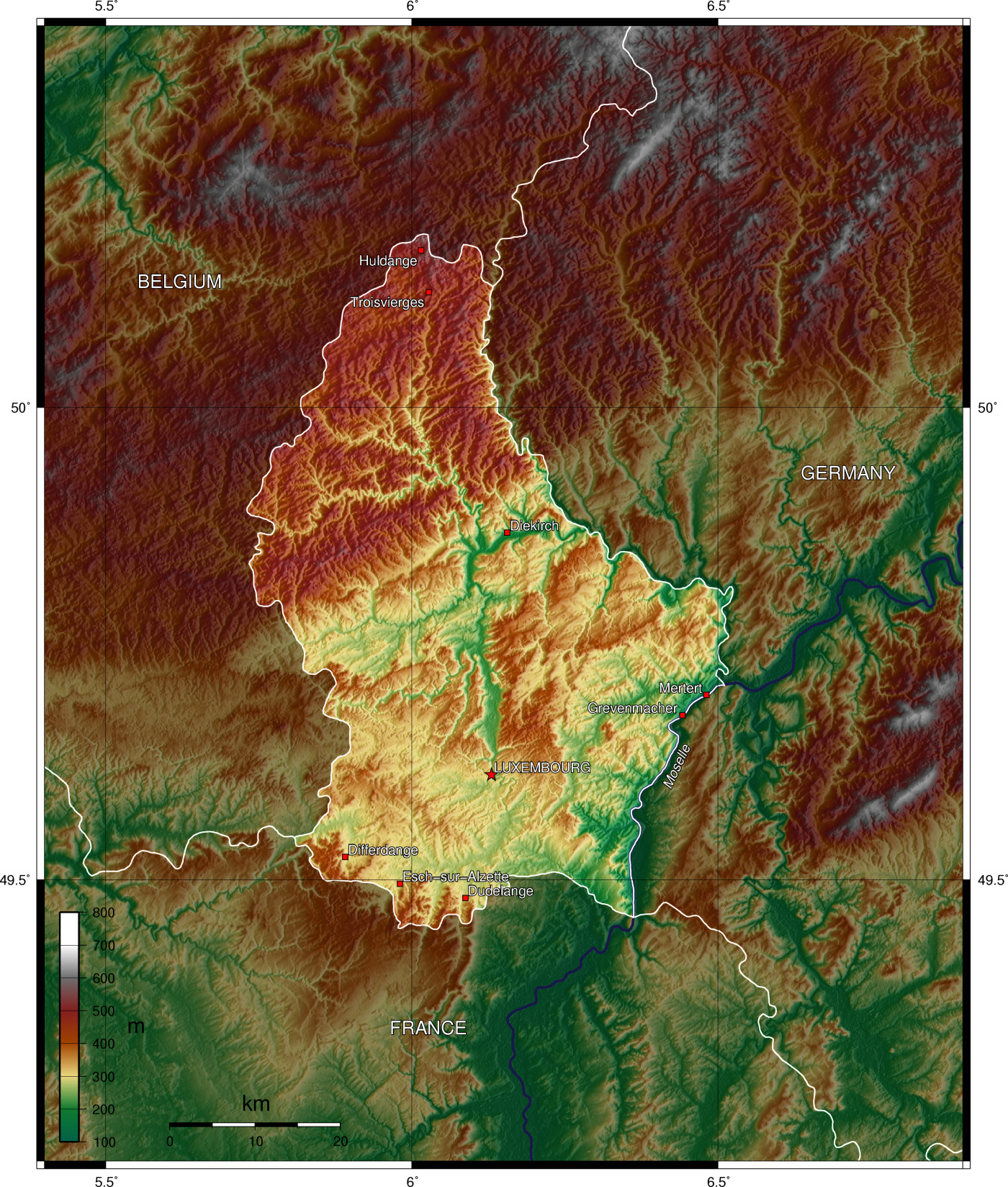
Relief du Luxembourg.

La variété des paysages constitue l'un des grands attraits du Luxembourg, qui se divise en deux régions principales, l'Oesling (Éislek) et le Gutland.
- L'Oesling, au nord, fait partie du massif de l'Ardenne et borde l'Eifel allemande. Cette région boisée couvre un tiers du territoire (32 %) et attire de nombreux touristes. C'est dans cette région que se situe l'altitude maximale du Luxembourg, qui est de 560,3 m (Kneiff à Wilwerdange, sur la commune de Troisvierges). On y trouve des villages de hauteur, des rivières et des lacs, dont le plus connu est le lac de la Haute-Sûre. Les forêts de chênes et de pins couvrent les versants abrupts. Le climat y est plus rude. Les villes principales de cette région sont Wiltz, Clervaux et Vianden :
  - le plateau de Troisvierges, au nord de l'Oesling, est dominé par les terres arables et comporte peu de forêts. C'est la zone la plus froide et la plus pluvieuse du Luxembourg ;
  - le plateau ardennais, découpé par les rivières, en dessous du bassin de Wiltz, est la partie la plus typique de l'Oesling, avec des paysages pleins de contrastes entre les formes et les couleurs, les plateaux et les forêts. La zone de contact Oesling-Gutland constitue une des premières régions agricoles du pays grâce à ses sols variés et riches.
- Le Gutland (« bon pays »), au sud et au centre du pays, forme avec la capitale le reste du territoire (68 %). Il est constitué essentiellement de campagnes et de forêts. Ses principales régions sont les suivantes :
  - le plateau du Grès de Luxembourg représente l'élément dominant du Gutland. On y trouve les plus beaux ensembles forestiers du Luxembourg ;
  - les dépressions marneuses constituent le paysage le plus grand et le plus typique du Gutland. Elles s'étendent au pied des côtes du Dogger et du Grès de Luxembourg. Elles sont composées de larges vallées. Plus des deux tiers de la superficie sont consacrés à l'agriculture ;
  - la vallée de la Moselle est la plus imposante vallée luxembourgeoise par sa taille et la variété de ses paysages. C'est un des premiers centres d'attraction touristique du pays, essentiellement grâce à son activité viticole ;
  - la région Mullerthal — Petite Suisse luxembourgeoise — se trouve au nord de la vallée de la Moselle, en bordure de la frontière allemande, et a pour chef-lieu Echternach, une des plus anciennes villes du Luxembourg ;
  - les Terres rouges sont situées au sud des dépressions marneuses. L'industrie y a façonné le paysage car de la terre rouge fut extrait du minerai de fer d'où l'appellation de « Minett » en luxembourgeois pour qualifier cette région (du terme lorrain « minette »). Ses villes principales sont Esch-sur-Alzette, la deuxième ville du Grand-Duché, Differdange et Dudelange ;
  - la Vallée des sept châteaux réunit sur 24 km les châteaux de Mersch, Schoenfels, Hollenfels, les deux châteaux d'Ansembourg, celui de Septfontaines et celui de Koerich. Ceux-ci font partie d'un paysage de prairies et de vieux villages, paysage qui se prête à de nombreuses promenades.

### Hydrographie
Le pays est presque totalement inclus dans le bassin versant de la Moselle, donc du Rhin. Les quatre rivières les plus importantes du Grand-Duché sont la Moselle, la Sûre, l'Our et l'Alzette. Les autres sont la Mess, la Mamer, l'Eisch, l'Attert et la Wark à l'ouest ; la Wiltz, la Clerve et la Blees au nord ; l'Ernz blanche, l'Ernz noire, la Syre et la Gander à l'est. La Pétrusse est un cours d'eau mineur qui traverse la ville de Luxembourg, avant de se jeter dans l'Alzette. Mis à part la Chiers, qui quitte le sud-ouest du pays pour le bassin de la Meuse, ainsi que la Fooschtbaach, qui quitte le nord du pays près de Hautbellain également pour le bassin de la Meuse, les rivières du Luxembourg sont tributaires du bassin du Rhin par l'intermédiaire de la Moselle.

### Climat
Le climat du Luxembourg est celui des régions voisines (Wallonie, Rhénanie, Sarre, Lorraine) : c'est un climat océanique « Cfb » typique de l'Europe occidentale (écarts saisonniers faibles, hivers doux et pluvieux), rendu plus contrasté par l'altitude et par les influences continentales « Dfa » de l'Europe centrale (écarts saisonniers marqués, hivers rudes et étés pluvieux). L'influence océanique se manifeste par des précipitations en toute saison et l'influence continentale par un froid piquant et sec l'hiver. De mai à la mi-octobre, le climat est tempéré : juin, juillet et août sont les mois les plus chauds mais rarement caniculaires ; juillet et août sont les plus ensoleillés. En septembre et octobre, le Luxembourg connaît souvent un « été indien ». La température moyenne annuelle est de 9,4 °C, elle oscille entre −2,6 °C et 21,6 °C (1981-2010). De légères variations de température existent entre le nord et le sud du pays ; elles sont dues aux différences d'altitude et se situent autour de 2 °C.

### Découpage territorial

Les douze cantons du Luxembourg.

Le territoire du Grand-Duché est divisé en 100 communes, dont douze ont le statut de ville établi par la loi. Les communes sont regroupées en douze cantons qui ne correspondent plus à un découpage à but administratif comme naguère, mais ne servent plus qu'à définir les quatre circonscriptions électorales et les deux arrondissements judiciaires (Luxembourg et Diekirch). Les trois anciens districts de Diekirch, de Grevenmacher et de Luxembourg ont, pour leur part, été supprimés en 2015. Leurs compétences, dont notamment la surveillance de la gestion des administrations communales, ont été reprises par l'État au sein du ministère de l'Intérieur.
Les douze cantons sont :
- le canton de Capellen ;
- le canton de Clervaux ;
- le canton de Diekirch ;
- le canton d'Echternach ;
- le canton d'Esch-sur-Alzette ;
- le canton de Grevenmacher ;
- le canton de Luxembourg ;
- le canton de Mersch ;
- le canton de Redange ;
- le canton de Remich ;
- le canton de Vianden ;
- le canton de Wiltz.

Sur le plan électoral, le Grand-Duché est subdivisé en quatre circonscriptions électorales : Nord, Est, Sud et Centre.
Sur le plan judiciaire, le Grand-Duché est subdivisé en deux arrondissements, celui de Luxembourg et celui de Diekirch. L'arrondissement de Luxembourg possède deux centres de justice de paix (Luxembourg et Esch-sur-Alzette), l'arrondissement de Diekirch n'en possède qu'un (Diekirch).

### Voies de communication et transports

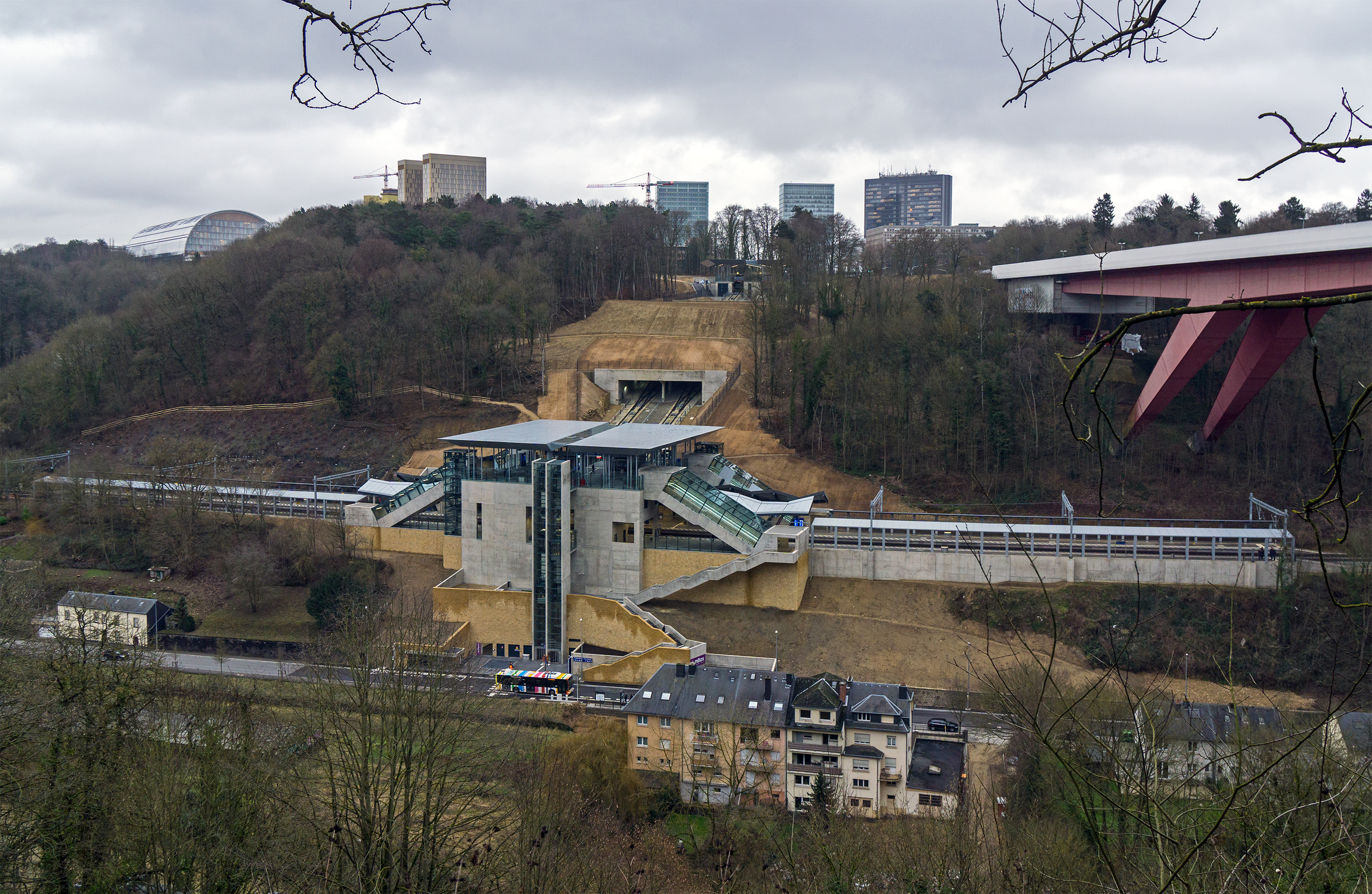
Gare de Pfaffenthal-Kirchberg.

Le réseau autoroutier luxembourgeois est très dense, en grande partie éclairé, et totalement gratuit. Généralement, le tapis sur autoroutes est un tapis spécial anti-aquaplanage. De larges ponts naturalisés servant uniquement comme passages à gibier sont régulièrement installés et tout le réseau autoroutier est surveillé par des caméras. Les routes nationales et les chemins repris, eux aussi gérés par l'État, sont généralement en très bon état. Les autres routes relèvent de la compétence communale.
Depuis le 29 février 2020, les transports en commun coordonnés par l'État, en dehors de la première classe des trains et des trajets transfrontaliers, sont gratuits. Le Luxembourg bénéficie d'un réseau ferroviaire très développé bien qu'amputé de son réseau secondaire fermé progressivement après la Seconde Guerre mondiale ; le développement de son réseau est dû à son industrie métallurgique et à la nécessité de transporter les travailleurs frontaliers venant de Belgique, de France et d'Allemagne vers Luxembourg-Ville et Esch-Belval. Il est géré par la Société nationale des chemins de fer luxembourgeois (CFL). Le Luxembourg est desservi par le TGV Est qui rejoint Paris par Thionville et Metz en 2 h 8 min depuis le 10 juin 2007.
Une ligne de tramway et un funiculaire desservent la capitale. Cette dernière dispose aussi d'un réseau d'autobus, les autobus de la ville de Luxembourg ; de son côté le canton d'Esch-sur-Alzette est desservi par le transport intercommunal de personnes dans le canton d'Esch-sur-Alzette, réseau d'autobus intercommunal desservant les Terres rouges. Le Régime général des transports routiers constitue le réseau d'autobus et d'autocars interurbain quadrillant l'ensemble du pays et en desservant quasiment toutes les localités. Enfin, et en dehors des services de transport coordonnés par l'État, on retrouve des services communaux dans plusieurs communes comme à Differdange, Remich ou Wiltz allant du simple service de transport à la demande à un réseau constitué de plusieurs lignes.
Malgré sa petite taille, le Grand-Duché dispose d'un aéroport international, l'aéroport de Luxembourg-Findel et même deux compagnies nationales d'aviation, la Luxair (lignes régulières intra-européennes) et Cargolux, la compagnie de fret aérien (cinquième plus importante au monde).
Le pays exploite aussi un port fluvial de marchandises, à Mertert sur la Moselle.

## Environnement
Le jour du dépassement (date de l'année, calculée par l'ONG américaine Global Footprint Network, à partir de laquelle l'humanité est supposée avoir consommé l'ensemble des ressources que la planète est capable de régénérer en un an) du pays est en 2019 le 15 février. Le Luxembourg est le pays de l'UE dont la consommation dépasse le plus les capacités de la planète.

### Réseau européen Natura 2000
Le réseau Natura 2000 rassemble des sites naturels ou semi-naturels de l'Union européenne ayant une grande valeur patrimoniale, par la faune et la flore exceptionnelles qu'ils contiennent.
En décembre 2018, le Luxembourg comptait 66 sites dont, :
- 18 zones de protection spéciale (ZPS) pour les oiseaux sur une superficie de 418 km2 ;
- 48 zones spéciales de conservation (ZSC) (dont les pSIC, SIC) pour les habitats et les espèces sur une superficie de 416 km2.

La superficie totale est de 702 km2, ce qui représente 27 % de la surface terrestre du territoire du Luxembourg.

## Toponymie
La plus ancienne forme du nom est Lucilinburhuc — petite forteresse ou fortin —, dans une charte en latin datée de 963. En 1056, on trouve Lucelenburc ; en 1261, on rencontre Lucembour ; en 1244, déjà, on avait Luxemburgum dans un texte rédigé en latin ; et au bas Moyen Âge, on trouve Luxemburg (1377) en allemand et Luxembourg (1446) en français.
La forme orale Lëtzebuerg, que ce soit en francique mosellan ou en luxembourgeois contemporain, a pu, dans le passé, être transcrite Lützelburg en allemand de chancellerie ou dans des ouvrages publiés par des auteurs allemands ; on trouve aussi Lützenburg au XVIIe siècle (cf. Topographie de Matthäus Merian), voire d'autres graphies.

## Histoire

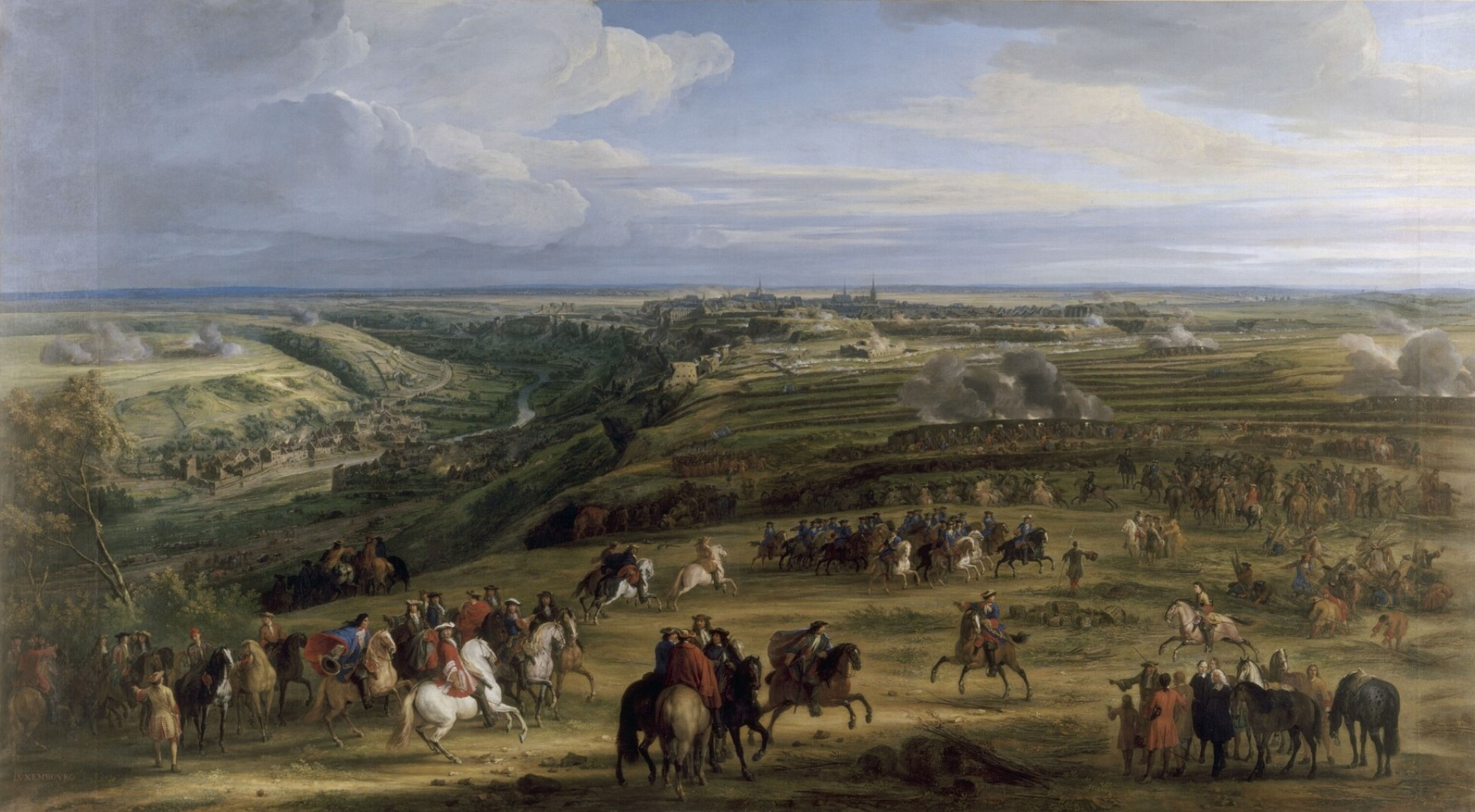
Le siège et la prise de Luxembourg par l'armée de Louis XIV en 1684.

### Origines
Sur un territoire habité par le peuple celto-germanique des Trévires, envahi successivement par les Romains et les Francs ripuaires, le château-fort de Luxembourg, noyau de la future ville de Luxembourg et du comté du même nom, est fondé en 963. C'est du moins la date qui figure sur la charte d'échange signée par Sigefroid, comte d'Ardenne, et l'abbaye Saint-Maximin de Trèves. Le premier cède un domaine sis à Feulen, près d'Ettelbruck, en échange d'un promontoire rocheux surplombant l'Alzette où se trouvent les ruines d'un ancien castel datant de la fin de l'époque romaine et appelé Lucilinburhuc, qui peut se traduire par « petite forteresse ». Ce castel en ruines, bientôt remplacé par un nouveau castrum ou château fort, laissera son nom à ce dernier, à la ville qui ne tardera pas à naître autour et au futur comté : Luxembourg, en luxembourgeois Lëtzebuerg. Ce n'est que peu avant le milieu du XIe siècle qu'apparaît le titre de comte de Luxembourg. Le premier à l'avoir porté était Giselbert de Luxembourg (1047-1059).

### Moyen Âge
Au cours du Moyen Âge, les comtes sont souvent en guerre contre leurs voisins, notamment l'évêché de Metz et la cité de Metz, qui en sont créanciers, et le puissant archevêque de Trèves, qui a des biens dans l'espace luxembourgeois, cherche à contrôler seul la vallée de la Moselle (commerce entre Nancy et le Rhin) et à limiter l'expansionnisme des comtes de Luxembourg. En fait, les comtes de Luxembourg successifs cherchent à arrondir leur territoire tous azimuts. Finalement, le comté de Luxembourg trouvera ses limites là où des évêques solidement installés (Trèves, Liège, Metz…) et de puissantes abbayes (Stavelot-Malmedy, Prüm, Mettlach, Saint-Hubert…) sauront lui barrer la route.
Le comte Henri VII de Luxembourg est élu empereur du Saint-Empire romain germanique en 1312. Son fils Jean épouse l'héritière du royaume de Bohême. Les Luxembourg régneront sur l'Empire et la Bohême jusqu'en 1437 (sauf pendant le règne de Louis IV de Bavière). En 1354, Charles IV du Saint-Empire élève le comté et ses « dépendances » (les comtés de Durbuy et de La Roche ainsi que le marquisat d'Arlon, notamment) au rang de duché. C'est la naissance du Duché de Luxembourg. La Bohême et l'Empire passeront par mariage à la maison de Habsbourg.

### Période espagnole
En 1441, la dernière duchesse « engagiste » de Luxembourg, Élisabeth de Goerlitz, très endettée, vend le duché à son parent le duc Philippe III de Bourgogne, puissant seigneur qui poursuit l'édification d'une nouvelle Lotharingie à cheval sur la frontière séparant en principe le royaume de France et l'espace germanique. Peu après, à la suite du décès en 1477 de Charles le Téméraire qui n'avait qu'une fille, Marie de Bourgogne, le duché passe par mariage à la maison de Habsbourg. Au milieu du XVIe siècle, l'empereur Charles Quint, arrière-petit-fils du Téméraire, le donne en héritage, avec l'ensemble des Pays-Bas espagnols, la Franche-Comté et le vaste domaine colonial, à son fils Philippe II d'Espagne.

### Période autrichienne

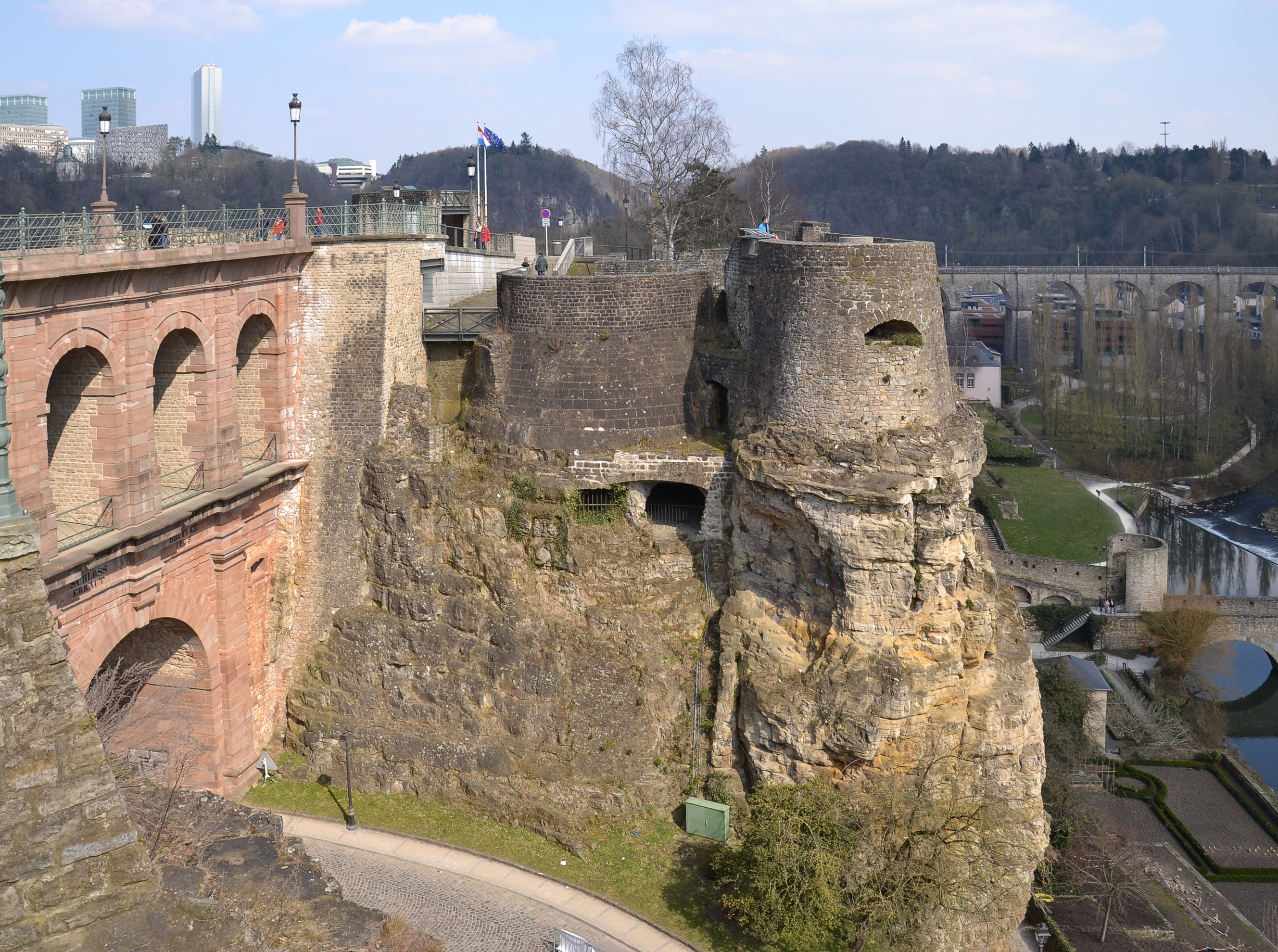
Les casemates et les fortifications de la vieille ville.

Dans le cadre de sa politique des Réunions, le roi de France Louis XIV, dont les troupes occupent déjà le Barrois et la Lorraine, annexe le duché en 1684.
Toutefois, le traité de Ryswick de 1697 met fin à la Guerre de la Ligue d'Augsbourg et ordonne la rétrocession du Duché et de la Forteresse de Luxembourg à Charles II d'Espagne. Mais à sa mort, en 1700, commence la guerre de Succession d'Espagne qui a pour conséquence le passage du Duché sous administration des Habsbourg d'Autriche dès 1714. Le Duché forme désormais, avec les provinces belgiques, les Pays-Bas autrichiens. Il y a, à Vienne, une secrétairerie chargée des Pays-Bas autrichiens. Par mariage, la maison de Habsbourg devient maison de Habsbourg-Lorraine en 1736. À Bruxelles, un gouverneur général (ou une gouvernante générale, le cas échéant) représente l'empereur (ou l'impératrice, à l'époque de Marie-Thérèse d'Autriche). L'impératrice nomme gouverneur son beau-frère, le prince Charles Alexandre de Lorraine.

### Période française

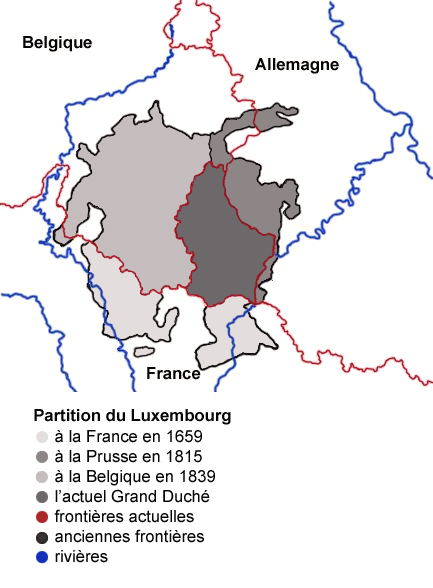
Carte des cessions du territoire luxembourgeois à la France, la Prusse et la Belgique.

Après la Révolution française de 1789, les armées de la Première république tentent une première annexion dès 1792, qui restera un échec. Une deuxième invasion a alors lieu dès 1794 lors de laquelle les révolutionnaires mettent le siège devant la ville de Luxembourg en 1795. La forteresse de Luxembourg doit capituler et tout le territoire « autrichien », duché de Luxembourg compris, est alors annexé à la Première République en 1795 et bien vite transformé en neuf départements « réunis à la France ». En 1797, le traité de Campo-Formio réglera cette question en droit. Une tentative de révolte contre l'occupant français aura lieu l'année suivante, la guerre des Paysans, mais elle se soldera par un échec après plusieurs combats, notamment à Arzfeld et à Clervaux. La plus grande partie de l'ancien duché de Luxembourg forme à présent le département des Forêts, lui-même divisé en vingt-huit cantons et incorporé plus tard à l'Empire français de Napoléon Bonaparte. Les préfets nommés sont Jean-Baptiste Lacoste (1800-1808) et André Joseph Jourdan (1808-1814).

### Période néerlandaise

Le Grand-duché de Luxembourg est considéré par Guillaume Ier comme la dix-huitième province de son royaume, le Royaume uni des Pays-Bas.

Après la défaite de Napoléon Bonaparte à la bataille de Waterloo en 1815, le Congrès de Vienne souhaite créer un état « tampon » entre la France et la Prusse pour contrer d’éventuelles nouvelles velléités françaises. C'est ainsi que nait le royaume uni des Pays-Bas, formé par huit des neuf anciens « départements réunis ». Le neuvième, le département des Forêts se voit remodelé et élevé au rang de grand-duché : il est augmenté à l'ouest et au nord-ouest de terres appartenant anciennement au Duché de Luxembourg mais amputé de tout son territoire à l'est des rivières Moselle, Sûre et Our. Il est octroyé à titre privé et héréditaire au nouveau roi des Pays-Bas, Guillaume Ier d'Orange-Nassau, en guise de compensation pour la perte de certaines de ses terres dans la région de Coblence, données à la Prusse. Guillaume devient dès lors le premier grand-duc de Luxembourg, les deux territoires formant alors une union personnelle. Le grand-duché est également intégré comme État-membre de la Confédération germanique. Ceci permet d'accorder à la Prusse, qui s'est étendue jusqu'en Rhénanie, un droit de garnison dans la forteresse de Luxembourg, désormais fédérale.
Toutefois, le roi grand-duc considère le Luxembourg comme la dix-huitième province de son royaume. Il désigne la ville de Luxembourg comme chef-lieu et nomme un gouverneur pour l'administrer. Il soumet le territoire à la loi fondamentale néerlandaise tout en le faisant représenter aux États provinciaux. Le Luxembourg bénéficie ainsi de députés à la seconde Chambre des États généraux à La Haye.

### Période belge

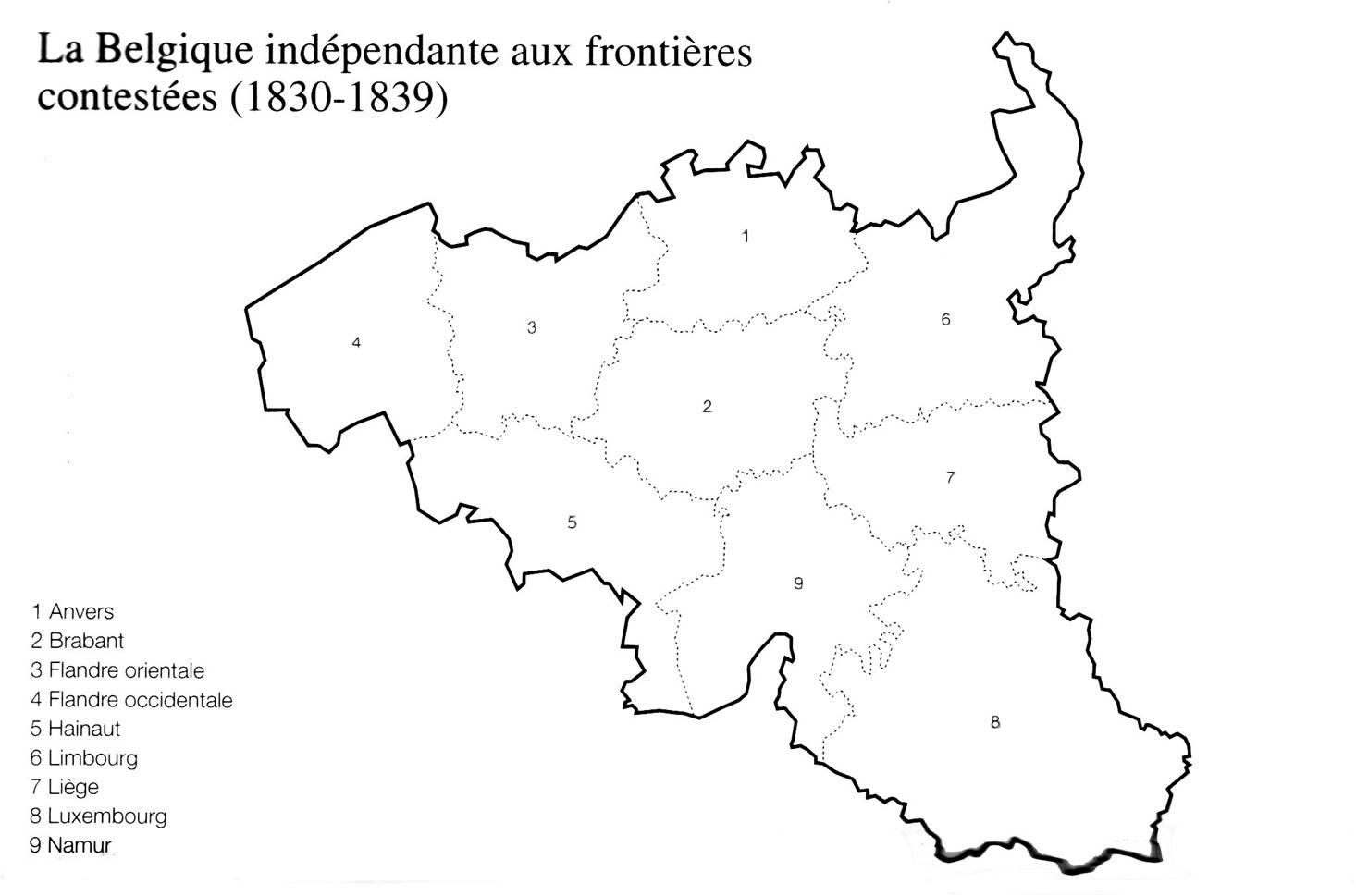
Les frontières de la Belgique après la révolution belge de 1830 englobaient l’entièreté du grand-duché de Luxembourg jusqu'à sa scission lors du traité des XXIV articles le 19 avril 1839.

En juillet 1830 éclate la révolution belge menant à l'éclatement du royaume uni des Pays-Bas entre la Belgique et les Pays-Bas actuels. Les belges, majoritairement catholiques se soulèvent contre le joug néerlandais, majoritairement protestants et bon nombre de Luxembourgeois se rallient au mouvement révolutionnaire, car le grand-duché n'a jamais été traité qu'en simple province des Pays-Bas et les griefs à l'égard du régime néerlandais sont nombreux. Ils envoient, entre autres, un corps franc luxembourgeois participer à la guerre belgo-néerlandaise. La Belgique proclame son indépendance le 4 octobre 1830 et le gouvernement provisoire de Belgique en profite pour déclarer unilatéralement l'annexion de l’entièreté du grand-duché de Luxembourg dès le 16 octobre, qui ne disposait alors plus d'une continuité territoriale avec les Pays-Bas du roi grand-duc Guillaume Ier. Toutefois, une garnison conjointe des armées néerlandaises et prussiennes la forteresse de Luxembourg empêche un contrôle total du territoire et de la ville de Luxembourg, où, de surcroît, voit le jour un mouvement de soutien à Guillaume, l'« orangisme ».
La conférence de Londres, réunissant les grandes puissances européennes, reconnait le nouvel état belge avec le Luxembourg intégré à ses frontières. Mais le premier traité, signé le 26 juin 1831, précise que cette question doit faire l'objet de négociations séparées entre le futur roi des Belges, celui des Pays-Bas et la confédération germanique.
Un deuxième traité est signé le 15 novembre 1831 dans la foulée de la décrédibilisation de la Belgique après la campagne des Dix-Jours. Celui-ci rend plusieurs territoires aux néerlandais et à Guillaume Ier et règle la question luxembourgeoise en proposant une partition du grand-duché selon des critères linguistiques. Cependant, malgré la fin du conflit lors de la convention de Zonhoven en 1833, le roi grand-duc ne le ratifie pas, refusant la perte de ses terres du sud et de voir son royaume être scindé.
Il faut attendre un troisième traité, signé le 19 avril 1839, pour que Guillaume reconnaisse l'indépendance de la Belgique et accepte la scission du Luxembourg. Celle-ci se fait selon la frontière établie huit ans plus tôt : la Belgique obtient la partie occidentale, la plus grande, de langues romanes (qui devient la province de Luxembourg) mais doit rendre la partie orientale, de langues germaniques, au grand-duc de Luxembourg, ce inclus la ville et la forteresse de Luxembourg, mais à l'exception notable du Pays d'Arlon, pourtant de langue luxembourgeoise.

### Période neutre

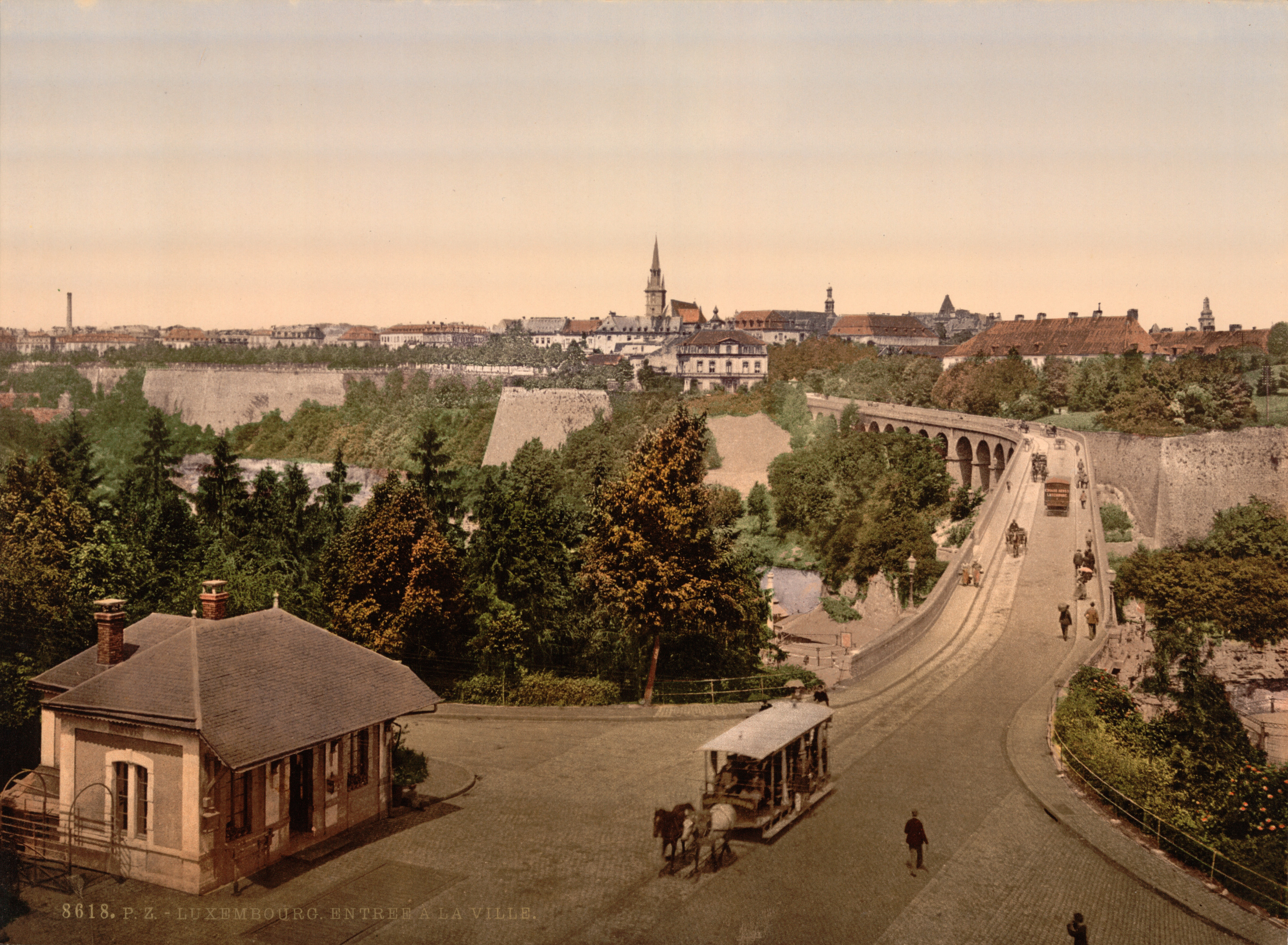
La Passerelle donnant accès à la ville, vers 1890, avec un ancien tramway, alors à traction hippomobile.

La scission du Luxembourg réduit le Grand-duché de plus de la moitié de son territoire de 1815 et l'état conserve son statut compliqué : union personnelle avec les Pays-Bas, membre de la Confédération germanique, avec la présence d'une garnison prussienne dans les murs de la forteresse fédérale de Luxembourg, qui est alors la place forte la plus importante d'Europe, située à 65 km au nord de Metz, la plus importante place-forte française.
Dès 1842, le Luxembourg est intégré au Zollverein, l'union douanière et commerciale entre États allemands. En 1866, à la suite de la guerre austro-prussienne remportée par la Prusse à la bataille de Sadowa, le Traité de Prague dissout la Confédération germanique. Le Luxembourg se trouve désormais en dehors du monde allemand que la Prusse cherche à dominer. Mais la Prusse « oublie » de retirer sa garnison de Luxembourg. La crise luxembourgeoise en 1867, due à la volonté du roi grand-duc Guillaume III des Pays-Bas de vendre son grand-duché à Napoléon III, ce que l'Allemagne en voie d'unification (sous Otto von Bismarck) ne veut pas tolérer, a pour conséquence la reconnaissance internationale de l'indépendance du Grand-Duché et son statut de pays neutre, garanti par les pays signataires de la conférence à Londres, hormis la Belgique, elle-même neutre. Bien sûr, la Prusse doit, à cette occasion, évacuer sa garnison, ce qui permet à Napoléon III de sauver au moins un peu la face. Metz devient alors la plus importante place-forte d'Europe, ce qui explique la volonté de l'état-major allemand de l'annexer en 1871 lors de la guerre franco-allemande de 1870. Le Luxembourg, neutre sur les plans politique et militaire, est alors, Zollverein oblige, pour ainsi dire une province économique de l'Empire allemand. Vu l'annexion de l'Alsace-Lorraine à l'Empire allemand, le Grand-Duché de Luxembourg n'a plus qu'une toute petite frontière commune avec la France, dans le nord du département nouvellement créé de Meurthe-et-Moselle entre les communes françaises de Mont-Saint-Martin et Hussigny-Godbrange soit environ 7 km.

### Période luxembourgeoise

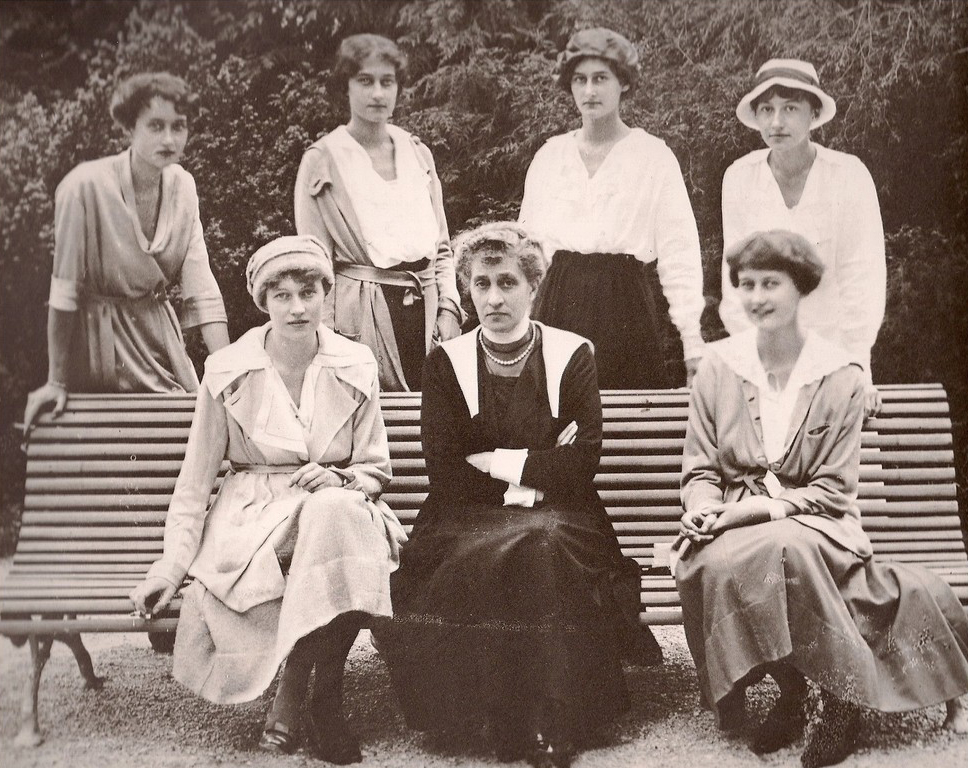
La grande-duchesse douairière Marie-Anne et ses filles (août 1920).

En 1890, à la mort du roi et grand-duc Guillaume III, qui n'avait pas d'héritier mâle alors que la loi luxembourgeoise ne permettait pas encore à une femme d'hériter de la couronne, le Grand-Duché passe à la maison de Nassau-Weilburg, branche de la maison de Nassau qui avait régné sur le duché de Nassau jusqu'à l'annexion de celui-ci par la Prusse en 1866 : c'est la fin de l'union personnelle, le Luxembourg et les Pays-Bas ont désormais des souverains différents bien que de la même maison. Le premier souverain de Luxembourg issu de la famille Nassau-Weilbourg n'est autre que le duc de Nassau Adolphe, ancien allié de l'Autriche et, donc, déchu de son trône nassovien en 1866 au profit de la Prusse. À sa mort, son fils Guillaume hérite du trône grand-ducal. Cependant, Guillaume IV et son épouse Marie-Anne de Bragance n'ayant pas de descendance mâle mais six filles, la loi salique est abandonnée en 1907 au profit de la princesse Marie-Adélaïde, née en 1894, qui succède donc à Guillaume IV à la mort de ce dernier en 1912, la grande-duchesse ayant exercé la régence pendant la maladie de son mari.
Pendant la Première Guerre mondiale, le Luxembourg est occupé par les Allemands, en violation de la neutralité, jusqu'en 1918. La grande-duchesse Marie-Adélaïde, contestée par une grande partie de la population du fait de certaines maladresses, voire erreurs politiques, choisit de se retirer dans un couvent et abdique au profit de sa sœur Charlotte qui, malgré certaines oppositions, épouse le prince Félix de Bourbon-Parme (beau-frère du dernier empereur d'Autriche et prince français). Après la Première Guerre mondiale de multiples aspirations annexionnistes surgissent en France et surtout en Belgique pour annexer le Luxembourg. Mais les négociations du traité de Versailles en 1919 confirment finalement l'indépendance du pays tandis qu'un référendum populaire (en septembre 1919) consolide l'indépendance du pays et la monarchie.
Lors de la Seconde Guerre mondiale, le Troisième Reich viole à nouveau la neutralité luxembourgeoise en mai 1940, et occupe le grand-duché. La famille grand-ducale et le gouvernement, afin d'écarter tout risque d'être pris en otages par les nazis, s'exilent à Londres, ancrant l'autorité légitime luxembourgeoise dans le camp des Alliés. À l'instar de l'Alsace-Moselle française, le régime nazi considère le Luxembourg comme un territoire allemand. C'est pourquoi 11 200 jeunes seront enrôlés de force dans la Wehrmacht. Ceci n'empêche pas 371 jeunes Luxembourgeois de rejoindre la Brigade Piron pour continuer le combat. Durant la Shoah au Luxembourg, 1 289 personnes juives sont déportées, seules 69 survivent à la guerre. Le pays est libéré en septembre 1944 par les troupes américaines mais subit d'énormes pertes et destructions lors de la contre-offensive von Rundstedt en décembre de la même année.
Dès 1944, l'union du Benelux est conclue avec la Belgique et les Pays-Bas. Désormais, le pays s'inscrit dans le processus de la construction européenne. En 1948, le Luxembourg est membre fondateur du traité de Bruxelles et de l'OTAN. En 1952, Luxembourg-ville devient le siège de la Communauté européenne du charbon et de l'acier (CECA). L'adhésion à la Communauté économique européenne est le point de départ d'une expansion économique et d'une augmentation toujours plus forte de l'immigration.

## Politique et administration
Le Grand-Duché de Luxembourg, État souverain et indépendant depuis le traité de Londres du 19 avril 1839, est une démocratie parlementaire sous le régime d'une monarchie constitutionnelle, dont la couronne est héréditaire dans la maison de Nassau. Par le mariage de la grande-duchesse Charlotte, elle est passée à la maison de Bourbon-Parme lors de l'accession au trône de son fils Jean en 1964.
Comme dans toute démocratie parlementaire, la séparation des pouvoirs est souple au Luxembourg : il existe de nombreux liens entre le pouvoir législatif et le pouvoir exécutif. Seul le pouvoir judiciaire est totalement indépendant.

### Pouvoir législatif

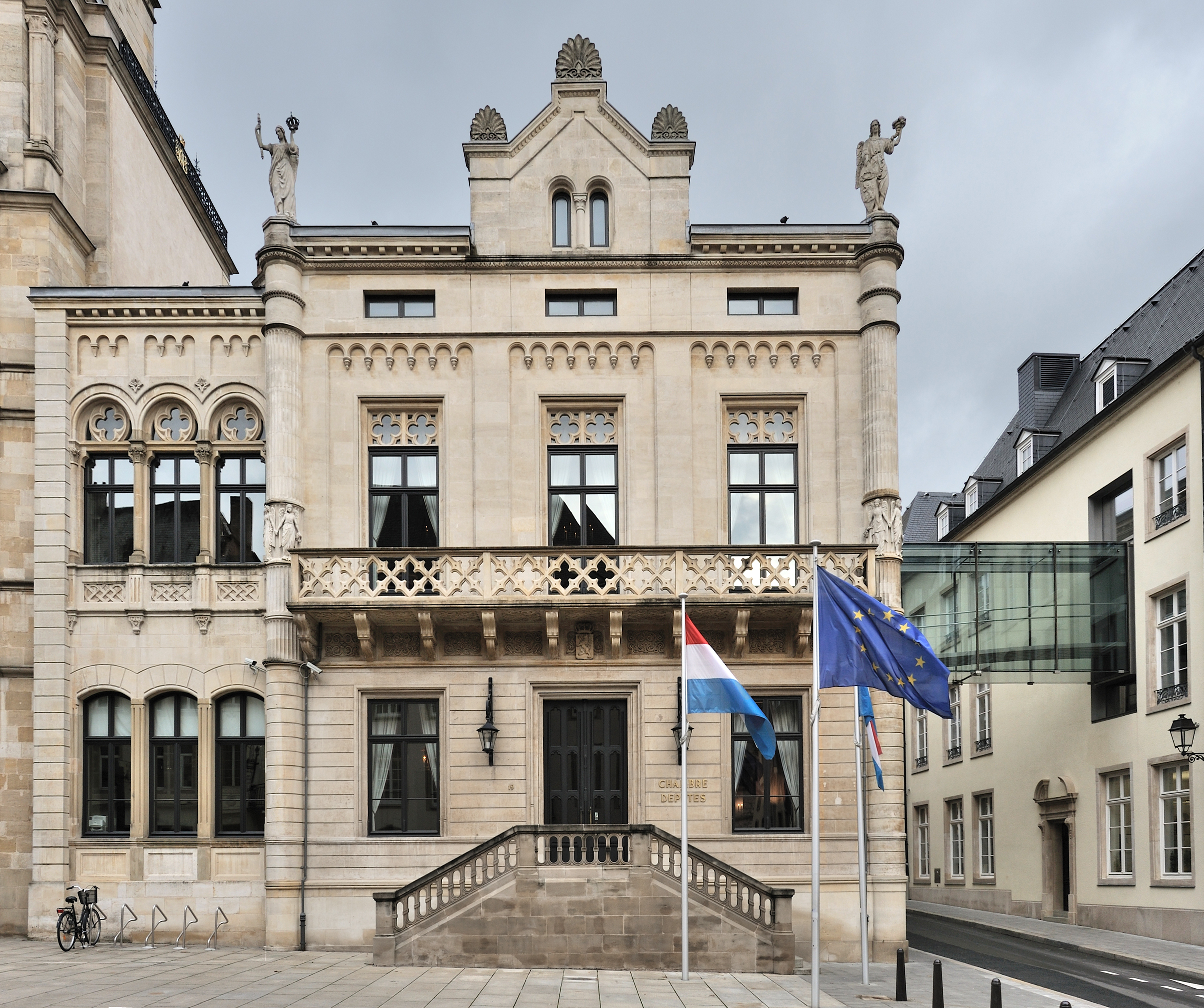
Façade de l'Hôtel de la Chambre des députés.

La Chambre des députés, le gouvernement et le Conseil d'État interviennent dans le cadre de la procédure législative.
La Chambre des députés (Parlement), composée de 60 députés élus au suffrage universel tous les cinq ans, détient seule le pouvoir législatif. Elle a pour principale fonction de voter les projets et propositions de loi. Les députés possèdent un droit d'initiative parlementaire, qui s'exerce par la présentation de propositions de loi.
Ses membres sont répartis dans plusieurs groupes politiques : le Parti populaire chrétien-social (CSV), le Parti démocratique (DP), le Parti ouvrier socialiste luxembourgeois (LSAP), Les Verts, le Parti réformiste d'alternative démocratique (ADR), le Parti pirate (PPL) et La Gauche.
Le grand-duc possède également un droit d'initiative en matière législative mais ce dernier est, de fait, exercé par le gouvernement. Ce droit d'initiative, appelé initiative gouvernementale, permet au gouvernement de présenter des projets de loi à la Chambre des députés — au sein de laquelle le gouvernement dispose normalement d’une majorité —, ceci étant le cas de figure courant. Les lois votées par la Chambre des députés sont promulguées et publiées par le grand-duc. C'est à la suite de sa publication dans le recueil de législation appelé Mémorial qu'un texte de loi acquiert force obligatoire.

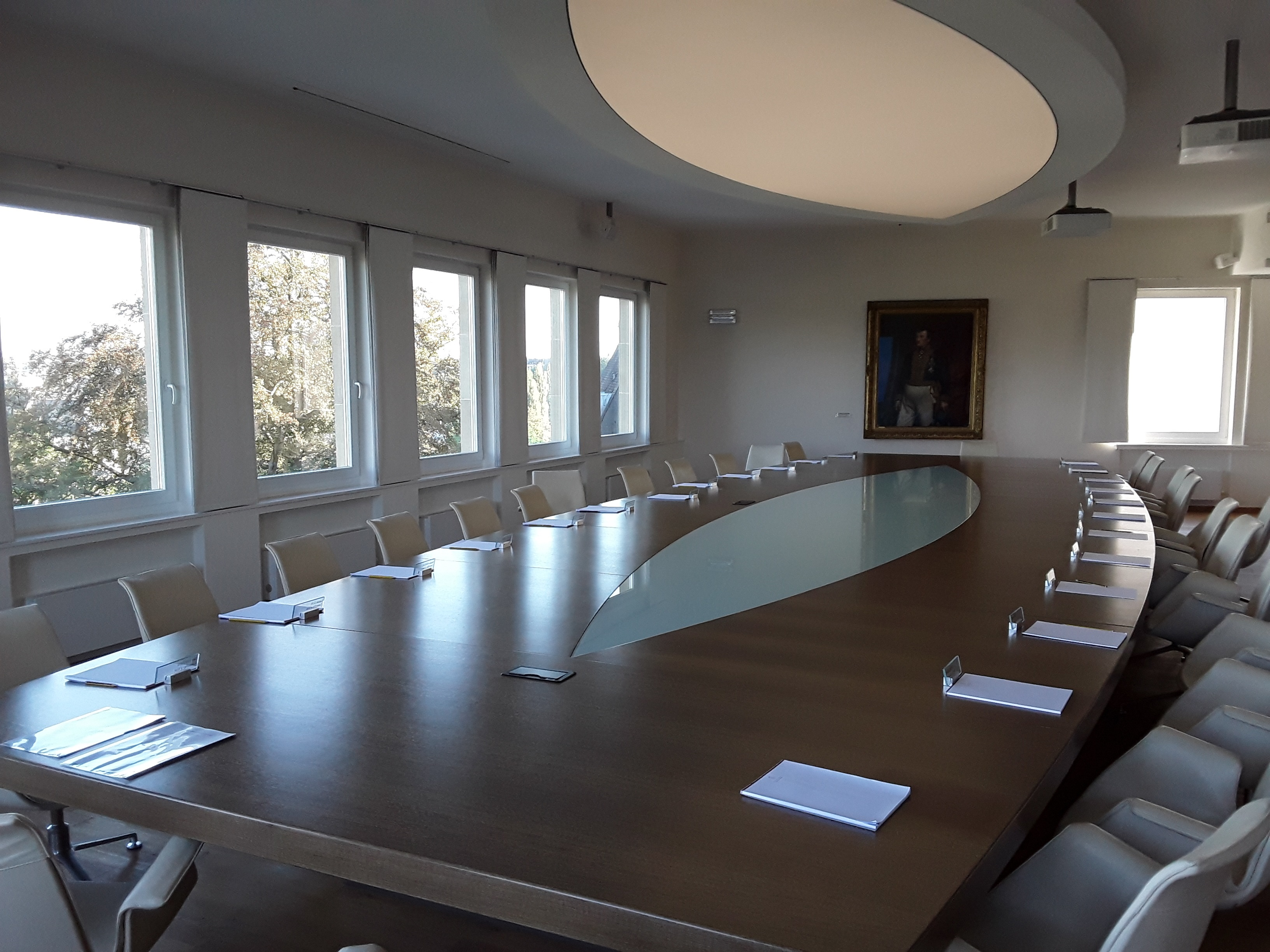
Intérieur du bâtiment rénové du Conseil d'État à Luxembourg. La salle plénière.

Le Conseil d'État est un organe consultatif de l'exécutif composé de 21 conseillers, nommés et démis par le grand-duc.
En matière législative, le Conseil d'État est obligatoirement appelé à émettre son avis sur l'ensemble des projets et propositions de loi présentés à la Chambre des députés, et ce, préalablement au vote des députés. Les lois sont soumises deux fois au vote de la Chambre, le second vote intervenant au plus tôt trois mois après le premier. Si la Chambre des députés, en accord avec le Conseil d'État, en décide autrement, il y a dispense du second vote, ce qui est devenu la pratique usuelle.
En matière réglementaire, tout projet de règlement grand-ducal doit être soumis à l'avis du Conseil d'État, sauf le cas d'urgence à apprécier par le grand-duc. Le Conseil d'État est par ailleurs appelé à émettre un avis sur tous les amendements apportés aux projets et propositions de loi ainsi qu'aux projets de règlements grand-ducaux.
Dans le cadre de son avis, le Conseil d'État est tenu de contrôler a priori la conformité des textes de loi par rapport aux normes de droit supérieur que sont la Constitution, les conventions et les traités internationaux ainsi que les principes généraux du droit.

### Pouvoir exécutif

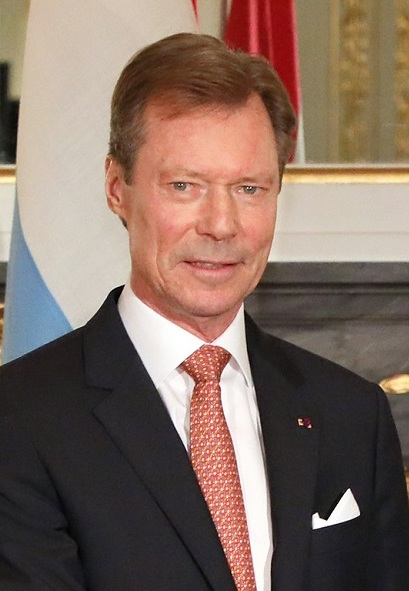
Henri (grand-duc de Luxembourg)

Le pouvoir exécutif est exercé par le grand-duc et les membres du gouvernement, qui le secondent dans l'exercice de ses pouvoirs constitutionnels.
Le grand-duc est le chef d'État. Sa personne est inviolable, ce qui signifie que sa responsabilité ne peut être engagée : il ne peut être accusé ni poursuivi. L'irresponsabilité du grand-duc a pour corollaire la responsabilité ministérielle. Pour qu'un acte du grand-duc puisse produire ses effets, il doit être contresigné par un membre du gouvernement, qui en assume l'entière responsabilité. Cette responsabilité est générale en ce qui concerne les actes en rapport direct ou indirect avec les fonctions ministérielles. Elle peut être aussi bien juridique, c'est-à-dire pénale ou civile, que politique. En principe, tout acte portant la signature du grand-duc doit au préalable avoir été soumis à la délibération du Conseil de gouvernement.
Formellement, la Constitution accorde au grand-duc le droit d'organiser librement son gouvernement, c'est-à-dire de créer les ministères, de répartir les départements ministériels et d'en nommer les membres. Dans la pratique, le grand-duc choisit, sur base des résultats des élections législatives ayant lieu tous les cinq ans, l'informateur et/ou le formateur du gouvernement, ce dernier devenant en général Premier ministre. Le formateur présente l'équipe des membres du gouvernement au Grand-Duc, qui procède à leur nomination et assermentation. Le nombre des départements ministériels dépasse fort souvent le nombre des membres du gouvernement appelés à en être titulaires : un même ministre gère donc fréquemment plusieurs portefeuilles.
Le gouvernement nommé présente son programme politique devant la Chambre des députés qui, par un vote en sa faveur, lui exprime sa confiance. Le gouvernement dispose ainsi d'une majorité à la Chambre des députés sur laquelle il peut s'appuyer.
Le gouvernement dans son ensemble et les ministres à titre individuel sont politiquement responsables de leurs actes devant la Chambre des députés. La sanction de la responsabilité politique des ministres consiste en l'obligation de cesser leurs fonctions lorsque la Chambre des députés leur refuse sa confiance (motion de censure). Il est d'usage que les ministres démissionnent au premier vote hostile de la Chambre des députés. En vertu de la Constitution, le grand-duc a le droit de révoquer à tout moment un membre du gouvernement mais, en pratique, la démission d'un ministre ou du gouvernement entier est présentée par le Premier ministre au grand-duc.

### Pouvoir judiciaire
Les cours et tribunaux sont chargés par la Constitution d'exercer le pouvoir judiciaire. Ils sont indépendants dans l'exercice de leurs fonctions.
À la Cour constitutionnelle s'ajoutent deux ordres de juridictions : celles relevant de l'ordre judiciaire (Cour supérieure de justice, tribunaux d'arrondissement, justices de paix) et celles relevant de l'ordre administratif (Cour administrative, Tribunal administratif).
La Cour de justice de l'Union européenne siégeant à Luxembourg n'est pas une institution du Grand-duché mais de l'Union européenne.

### Élections

Circonscriptions électorales du Luxembourg.

Les citoyens luxembourgeois sont appelés à voter à trois types d'élections (sans compter les référendums) :
- les élections communales, tous les six ans ;
- les élections législatives, tous les cinq ans ;
- les élections européennes, tous les cinq ans.

Pour les élections européennes, les ressortissants de l'Union européenne domiciliés depuis au moins deux ans au Luxembourg peuvent choisir d'élire soit les députés européens luxembourgeois, soit les députés européens du pays dont ils sont ressortissants. Pour les élections communales, le vote est ouvert aux citoyens de l'Union européenne domiciliés dans leur commune depuis au moins cinq ans.
En ce qui concerne les élections législatives (60 députés), le Grand-Duché est subdivisé en quatre circonscriptions électorales :
- Circonscription Sud, comprenant les cantons de Esch-sur-Alzette et de Capellen : 23 députés ;
- Circonscription Est, comprenant les cantons de Grevenmacher, Remich et Echternach : 7 députés ;
- Circonscription Centre, comprenant les cantons de Luxembourg et Mersch : 21 députés ;
- Circonscription Nord, comprenant les cantons de Diekirch, Redange, Wiltz, Clervaux et Vianden : 9 députés.

Pour tous les électeurs inscrits sur une liste électorale, le vote est obligatoire et secret, quelle que soit l'élection. En principe, il est prévu une amende comprise entre 100 et 250 € pour un absentéiste, pouvant être majorée entre 500 et 1 000 € en cas de récidive ; mais en pratique, les dernières poursuites judiciaires pour absentéisme remontent à 1964. Le taux de participation aux élections nationales reste cependant élevé, gravitant généralement autour des 90 % de la population inscrite.

### Défense

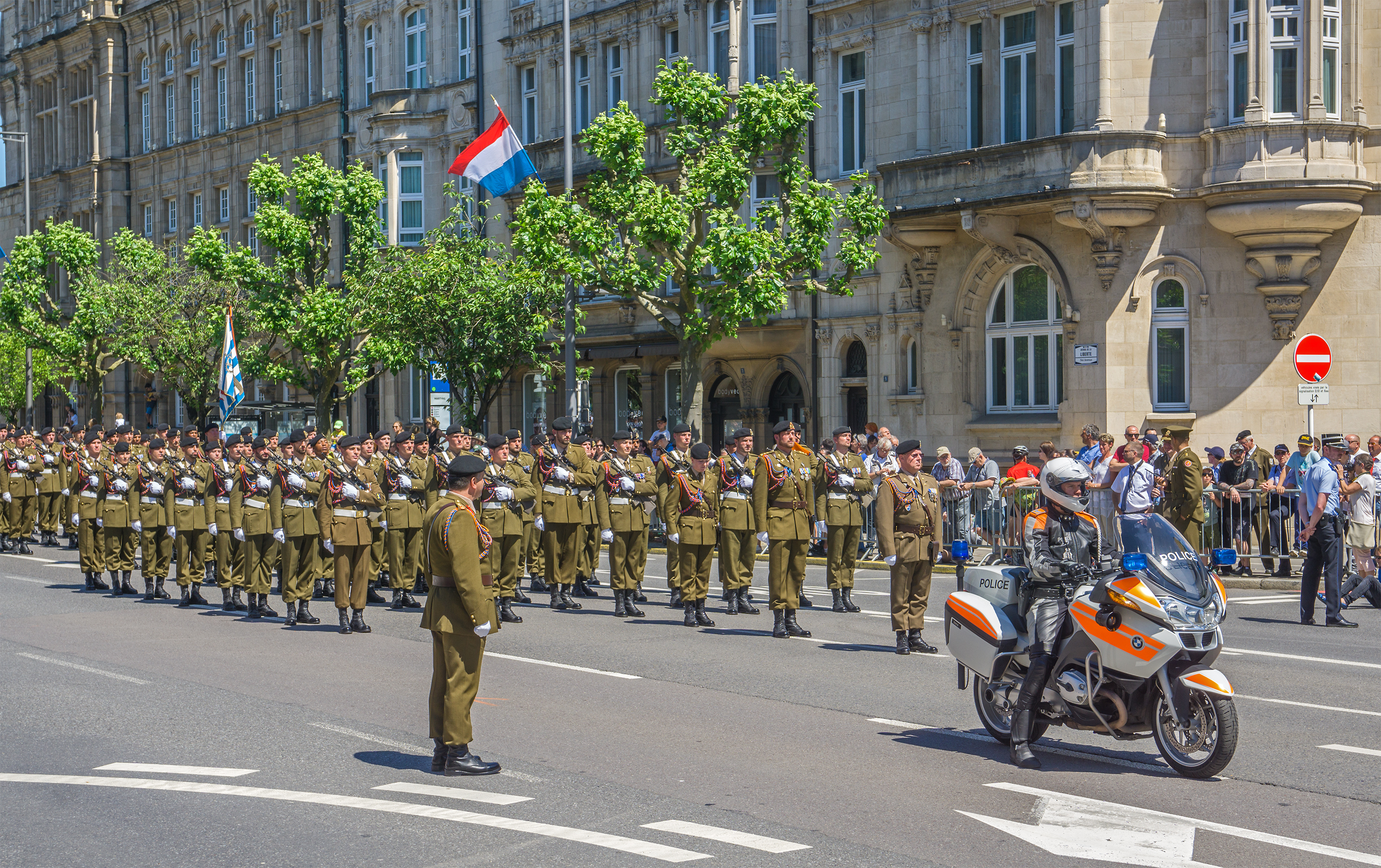
Parade civile et militaire lors de la Fête nationale du Luxembourg, le 23 juin 2016.

Le Luxembourg, membre de l'Organisation du traité de l'Atlantique nord (OTAN), a supprimé en 1967 le service militaire obligatoire et entretient une armée de 3 000 hommes, y compris du personnel civil. La gendarmerie et la force de police ont fusionné en 2000 pour former la police grand-ducale.
Si le chef de l'armée est le grand-duc de Luxembourg, selon les termes de la Constitution, le contrôle effectif revient au ministre de la défense. En pratique, le chef de l'armée luxembourgeoise est un colonel habilité à porter le titre de "général".
L'armée est impliquée dans de nombreuses missions de paix, notamment en Bosnie-Herzégovine et en Afghanistan dans le cadre des missions internationales de l'ONU et de l'OTAN.
Les dix-sept avions AWACS E-3 de l'OTAN sont officiellement enregistrés comme avions de guerre du Luxembourg tant pour des raisons politiques que pratiques. Ils sont basés à Geilenkirchen, en Allemagne. Depuis 2020, le Luxembourg dispose de son propre avion de transport militaire A400 basé toutefois sur l'aéroport de Melsbroek près de Bruxelles, ceci pour des raisons de formation des pilotes et, aussi, de coûts d'entretien.
Les dépenses de défense représentaient 1,2 % du produit intérieur brut en 1997 et on estimait que cette proportion valait 0,9 % en 2005.

### Symboles nationaux

#### Drapeau national

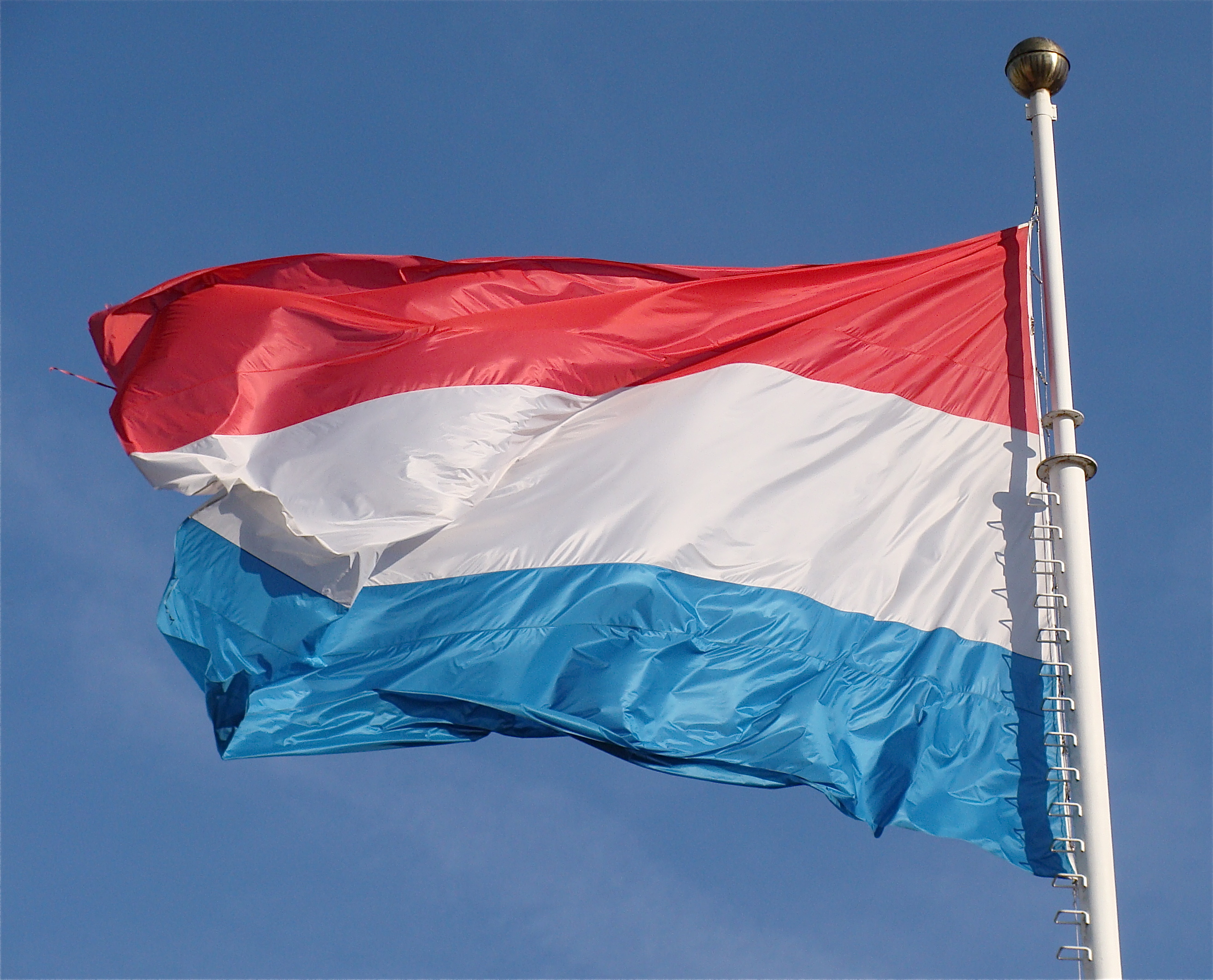
Le drapeau du Luxembourg.

Les premières couleurs connues remontent au comte Guillaume de Luxembourg en 1123 dont les armes étaient burelées, donc dotées de rayures horizontales, probablement jaune et rouge. Par la suite, on trouve les armes du comte Henri V de Luxembourg, fils de l'illustre comtesse Ermesinde de Luxembourg et de son époux Valéran, issu de la maison de Limbourg ; ces armes présentent un lion rouge à queue fourchue posé sur fond argenté « burelé » de bandes horizontales azur. Les trois couleurs, rouge, blanc (argenté) et bleu azur semblent bien être à l'origine du drapeau national actuel.
Le drapeau luxembourgeois se compose aujourd'hui de trois bandes rouge, blanc et bleu ciel, disposées horizontalement. Même si les drapeaux du Luxembourg et des Pays-Bas se ressemblent beaucoup, le signe distinctif du drapeau néerlandais est la bande bleu outremer.
La majorité des drapeaux tricolores modernes est plus ou moins dérivée de la tricolore de la Ire République française. Même le très ancien drapeau néerlandais ne fut officiellement fixé aux couleurs rouge, blanc et bleu qu'en 1795, sous influence française, du temps de la République batave.
Le drapeau luxembourgeois ainsi que les armoiries de l'État sont protégés par la loi du 23 juin 1972 sur les emblèmes nationaux. Le rouge du drapeau correspond à la couleur Pantone 032C, le bleu à la couleur Pantone 299C (règlement grand-ducal du 27 juillet 1993).

#### Hymne national
L'hymne national est constitué de la première et de la dernière strophes du chant Ons Heemecht (Notre Patrie en français) de 1859, un texte du poète Michel Lentz, mis en musique par Jean Antoine Zinnen (en). Il fut joué pour la première fois en public lors d'une grande cérémonie à Ettelbruck en 1864.
L'hymne national luxembourgeois lance un appel à la paix. Il exprime toute la joie du pays d'être parvenu à trouver son indépendance en 1839, dans la quiétude et la prospérité.

#### Hymne de la maison grand-ducale
Inspiré d'une sonnerie de trompette ou d'une fanfare de cavalerie, dont il n'existe pas de trace écrite avant le XVIe siècle, le Wilhelmus est entonné lorsqu'un des membres de la famille grand-ducale arrive à une cérémonie officielle et au moment où il prend congé.

#### Fête nationale
Depuis la fin du XVIIIe siècle, il est de coutume de célébrer l'anniversaire de la naissance du souverain. Sous le long règne de la grande-duchesse Charlotte (1919-1964), cette célébration avait lieu en plein hiver, le 23 janvier, le jour de l'anniversaire de la souveraine.
Par arrêté grand-ducal du 23 décembre 1961, la date de la célébration publique de l'anniversaire du souverain et, par là même, la fête nationale, a été fixée au 23 juin de chaque année, notamment pour des raisons météorologiques. Les festivités commencent la veille au soir.
Le terme de « fête nationale » ne figure pas dans les textes de loi. Elle y est décrite comme « jour de la célébration publique de l'anniversaire du Grand-Duc ».

#### Armoiries
L'origine des armoiries de l'État luxembourgeois remonte au Moyen Âge. Elles furent fixées autour de l'année 1235 par le comte Henri V de Luxembourg. Dès 1123, le comte Guillaume de Luxembourg portait une bannière burelée sur son sceau équestre. La majeure partie des descendants de la première maison de Luxembourg ont porté un burelé, alors que les descendants de la maison de Namur ont porté un lion.
Les armoiries du Grand-Duché de Luxembourg sont à trois échelons : les petites armoiries, les moyennes armoiries et les grandes armoiries. Elles sont essentiellement composées d'un burelé d'argent et d'azur de dix pièces au lion rampant de gueules, couronné, armé et lampassé d'or, la queue fourchue et passée en sautoir.
Les armoiries sont protégées par la loi du 23 juin 1972 sur les emblèmes nationaux. La loi du 27 juillet 1993 a modifié et complété celle de 1972.

## Économie
Le Luxembourg était, après avoir recouvré son indépendance en 1867, un des pays les plus pauvres et sous-développés d'Europe, de façon qu'un tiers de la population a dû, au XIXe siècle, s'expatrier outre-mer (surtout aux États-Unis, au Canada et au Brésil) pour des raisons de famine et de misère générale.
Le Luxembourg doit sa prospérité à la découverte du minerai de fer dans le sud du pays dans les années 1840. Cette découverte allait donner son nom à toute une région, le Minett — du terme lorrain « minette » —, et marquer le passage d'un État agraire à un État industriel.
De ce fait, dans les décennies suivantes, une industrie sidérurgique de plus en plus importante, allant de pair avec l'exploitation minière sous terre, a vu le jour. À une certaine époque, presque la moitié de la population masculine active était employée en l'industrie lourde, soutenue par une communauté assez importante d'immigrants italiens venus en vagues au Luxembourg dès la fin du XIXe siècle pour y chercher du travail. Les diverses usines sidérurgiques indépendantes de l'époque se sont finalement unies sous une même enseigne, l'ARBED, dès lors le groupe sidérurgique national, groupe qui par la suite a vu une large expansion jusqu'à fonder même des usines par exemple au Brésil. De son meilleur temps sidérurgique, le Luxembourg, malgré sa petite taille, était devenu le septième producteur d'acier le plus important du monde. Cependant, malgré la subsistance d'entreprises spécialisées de sidérurgie, l'industrie lourde a globalement disparu du pays et le dernier haut-fourneau a fermé en 1997.
En octobre 2019, le ministère de la santé a annoncé que le Grand-Duché allait légaliser la culture, la vente, et la consommation de cannabis. Cette annonce fait du Luxembourg le premier pays européen à légaliser le cannabis.
Le marché de l’emploi luxembourgeois représente 445 000 emplois occupés par 120 000 Luxembourgeois, 120 000 résidents étrangers et 205 000 frontaliers. Ces derniers payent leurs impôts à la source au Luxembourg, mais leur formation et leurs droits sociaux sont à la charge de leur pays de résidence. De même pour les retraités. Le gouvernement luxembourgeois a toujours refusé de partager une part de ses revenus fiscaux avec les collectivités locales frontalières françaises. Ce système est considéré comme l'une des clés de la croissance économique du Luxembourg, mais au détriment des pays frontaliers.

### Industrie

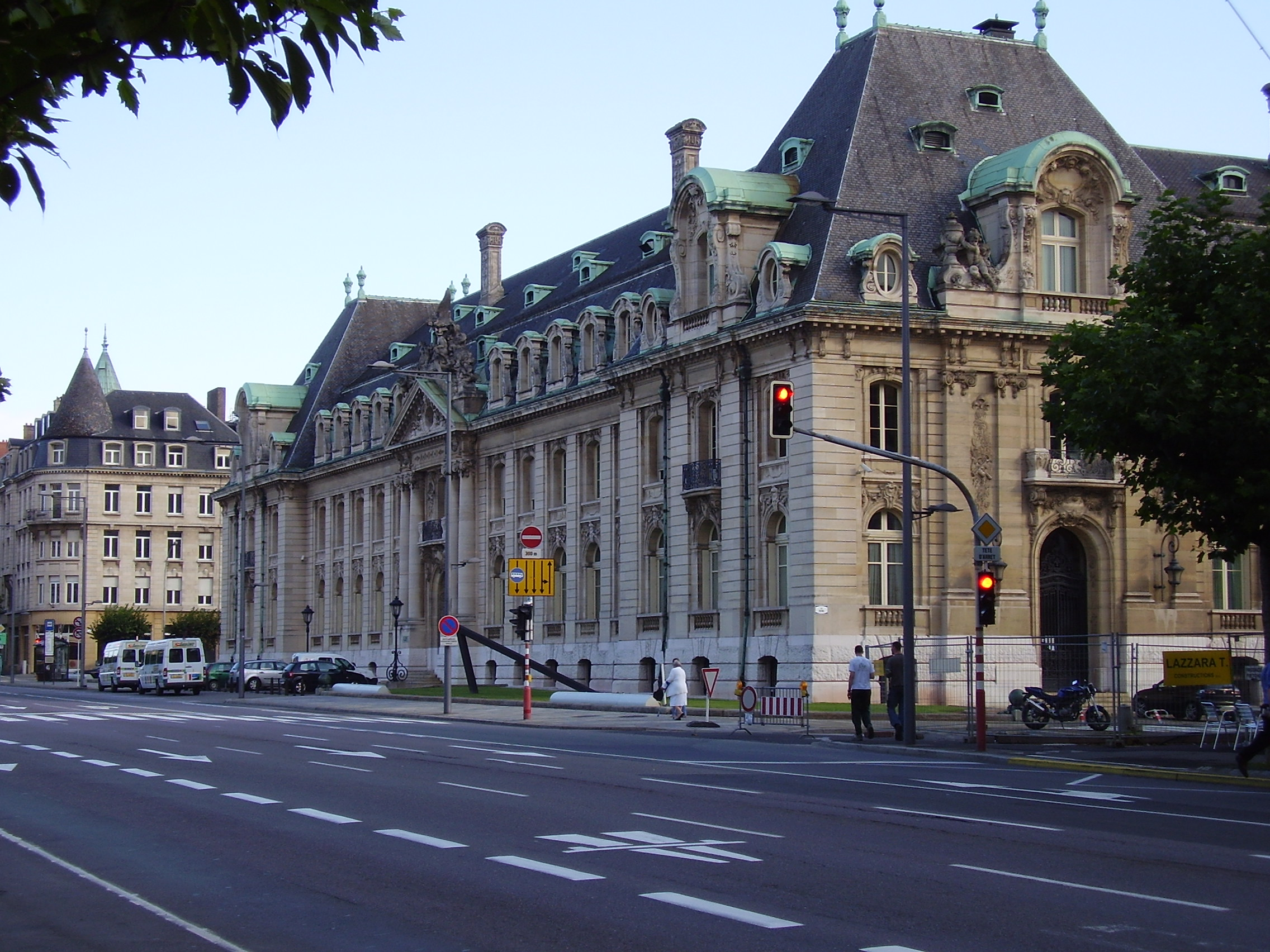
Ancien siège historique de l'Arbed, aujourd'hui ArcelorMittal, à Luxembourg.; aujourd'hui site de la BCEE.

Les débuts de l'industrie luxembourgeoise, qui remontent au milieu du XIXe siècle, sont dominés par la sidérurgie, ayant connu un essor considérable à partir de 1950. À cette époque-là, le Luxembourg a également attiré les premières entreprises américaines comme Goodyear (production de pneumatiques), DuPont (production de polyester) ou encore Monsanto (production de fil en nylon), tout en développant le secteur financier.
Au cours des années 1970, les crises sidérurgique et pétrolière ont eu un effet considérable sur l'industrie sidérurgique, qui était encore le principal pilier de l'économie luxembourgeoise. La diversification industrielle s'est exprimée à partir de 1980 par la création de la Société nationale de crédit et d'investissement — établissement bancaire de droit public spécialisé dans le financement des entreprises luxembourgeoises —, de zones industrielles et d'une centaine de nouvelles entreprises. Ceci a eu comme conséquence une baisse de la part de la sidérurgie et une hausse de celle des autres industries sur le plan du produit intérieur brut (PIB) luxembourgeois.
En 2002, l'Arbed (Aciéries réunies de Burbach, Eich, Dudelange) a fusionné avec deux autres groupes sidérurgiques, Usinor et Aceralia, pour devenir Arcelor, leader dans la production mondiale de l'acier. La fusion d'Arcelor avec Mittal Steel Company en 2006 a donné naissance au groupe ArcelorMittal, le numéro un mondial de l'acier.
À partir de 2004, le gouvernement a mis en place une nouvelle politique de diversification économique dans une optique de spécialisation multisectorielle : technologies de l'information et de la communication, logistique, sciences et technologies de la santé, écotechnologies…

### Place financière

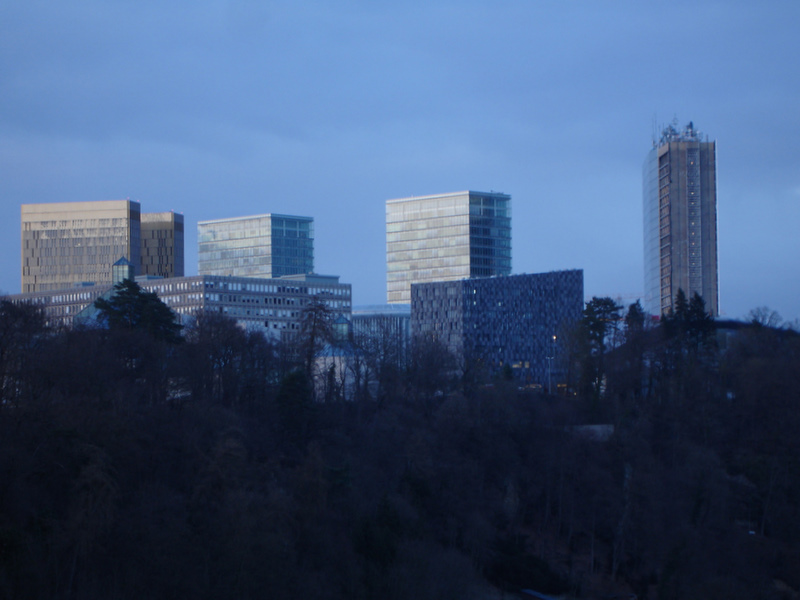
Le quartier moderne du Kirchberg à Luxembourg est le quartier des institutions européennes, des instituts financiers, d'instituts de recherche, du centre sportif national

Spécialisée à l'origine dans les activités liées à l'euromarché dans les années 1960 et 1970, la place financière s'est ensuite tournée vers la gestion privée et, à partir des années 1980, vers la domiciliation et l'administration de fonds d'investissement. Ce développement a été avantagé par une vie politique et sociale favorable ainsi que par un cadre légal et réglementaire ouvert aux évolutions des marchés. Les évolutions ont été favorisées par l'entente entre les gouvernements, le législateur et le secteur privé.
Ce cadre législatif et réglementaire a attiré des banques, des compagnies d'assurance, des promoteurs de fonds d'investissement et des prestataires de services spécialisés du monde entier du fait d'une politique fiscale très favorable aux entreprises,.
La place financière du Luxembourg est le deuxième centre mondial de fonds d'investissement après les États-Unis, le plus grand centre européen pour les captives de réassurance, le premier centre pour la distribution transfrontalière de l'assurance-vie dans l'Union européenne et le premier centre de banque privée pour les clients internationaux dans la zone euro. Par ailleurs, le Luxembourg est le plus grand domicile pour les fonds islamiques en Europe et le principal centre européen d'affaires en monnaie chinoise pour plusieurs activités.
Le Luxembourg est devenu la place la plus importante d'Europe sur le marché des fonds d'investissement. 46 % du produit intérieur brut du pays dépendent de son rôle de place financière. La croissance de la place financière luxembourgeoise fait que fin mai 2011, on comptait 144 banques présentes sur le territoire, totalisant plus de 26 000 salariés.

#### Paradis fiscal
Le Luxembourg figurait, jusqu'au début des années 2010, sur une liste mondiale des paradis fiscaux, ce en raison d'un secret bancaire entre-temps aboli en grande partie, d'avantages extrêmes pour grandes holdings, etc. Depuis, le Grand-Duché ne fait actuellement[C'est-à-dire ?] plus partie d'aucune liste noire et ses efforts ont été reconnus au niveau international. Le Luxembourg a adopté, par exemple, l'ensemble des dispositions de l'OCDE pour combattre l'évasion fiscale,,. Cependant, le pays est toujours considéré au début des années 2020 comme l'un des principaux paradis fiscaux au monde par de nombreux chercheurs,.

#### Rescrits fiscaux
Les rescrits fiscaux sont des accords très avantageux consentis aux grandes sociétés multinationales. Ils furent réformés après les « LuxLeaks » de 2014.

#### Lux Leaks (2014)
En 2014, éclate le scandale financier Luxembourg Leaks, révélant le contenu de centaines d'accords fiscaux très avantageux conclus par des cabinets conseils pour le compte de nombreux clients internationaux avec le fisc luxembourgeois. Les révélations ont un retentissement international, mettant en lumière les pratiques d'évitement fiscal mises en œuvre au Luxembourg.
Selon l'ONG Oxfam, en 2017, le Luxembourg figure parmi « les paradis fiscaux les plus agressifs utilisés par les entreprises ».
En novembre 2018, le Luxembourg est rappelé à l'ordre par la Commission européenne pour ne pas avoir légiféré sur les règlements européens concernant la lutte contre le blanchiment d'argent,.

#### OpenLux (2021)
Selon l'enquête OpenLux conduite par 17 médias internationaux en 2020, le Luxembourg abrite 140 000 entités immatriculées au Luxembourg (sociétés, fondations, fonds), dont 55 000 sociétés offshore dont les actifs se montent à 6 500 milliards d’euros. Près de 90 % de ces sociétés extraterritoriales sont la propriété de non-Luxembourgeois issus de 157 nationalités. Plus de 17 000 sociétés sont contrôlées par des Français ou des sociétés françaises comme Yves Rocher, Hermès, JCDecaux et Decathlon. Parmi les 64 458 bénéficiaires identifiés par OpenLux, on trouve 279 des plus de 2 000 milliardaires mondiaux répertoriés par le magazine Forbes et les sociétés holdings de 37 des 50 familles françaises les plus fortunées, telles les Mulliez, les Guerrand-Hermès ou les Arnault.
Le registre du commerce luxembourgeois, qui s'assure de l’obligation légale de déclarer les bénéficiaires effectifs de plus de 100 000 entités et doit contrôler leurs déclarations, n'emploie que 59 salariés. Ils sont 900 à travailler pour la Commission de surveillance du secteur financier (CSSF), qui surveille un quart de l’économie luxembourgeoise.
Cette Commission est un établissement public qui assure la surveillance des professionnels et des produits du secteur financier luxembourgeois.
En 2018, à la suite des Panama Papers de 2016, l’Union européenne a exigé la création de registres publics des propriétaires réels des sociétés dans tous ses États membres. Le Luxembourg a rendu public son registre en 2019.

#### Place financière - Lutte contre le blanchiment (Loi du 12 novembre 2004)
La direction Lutte contre le blanchiment et contre le financement du terrorisme est un département du ministère de la Justice, qui assure la représentation du Luxembourg auprès du Groupe d'action financière (GAFI). Elle participe notamment aux travaux du GAFI pour l'élaboration des normes internationales sur la lutte contre le blanchiment de capitaux et le financement du terrorisme et de la prolifération et coordonne la préparation de l'évaluation du Luxembourg dans le cadre du 4e cycle d'évaluations mutuelles du GAFI. Au niveau de l'Union européenne, elle participe au groupe Expert group on money laundering and terrorist financing (EGMLTF).

### Économie numérique, médias, technologies de l'espace et production audiovisuelle
Le Luxembourg a joué un rôle pionnier sur la scène médiatique en Europe. Deux géants des médias et des communications sont nés au Luxembourg et continuent aujourd'hui leur développement à partir du Grand-Duché : RTL Group, premier diffuseur européen de télévision et de radio[réf. nécessaire], et SES SA grâce à une flotte de plus de 50 satellites. Ce dernier est une entreprise créée par le gouvernement luxembourgeois dans les années 1980, en prévision de la future société numérique. Après la chute du mur de Berlin et grâce à une grande demande d'alors de la part des Allemands de l'Est au niveau de la télévision numérique, l'entreprise SES SA a pu percer grâce à ses premiers satellites ASTRA pour devenir, à ce jour[Quand ?], le groupe détenteur de satellites de télécommunication le plus important du monde[réf. nécessaire]. L'État luxembourgeois détient à part égales avec l'entreprise SES SA la société LuxGovSat.
Depuis, de nombreuses autres sociétés actives dans les domaines convergents des médias et des technologies de l'information et de la communication se sont établies autour de ces deux piliers au Luxembourg.
En 2005, le Grand-Duché adhère à l'Agence spatiale européenne.
Le Luxembourg affiche également un des taux de spécialistes en informatique les plus élevés au monde[réf. nécessaire]. Par ailleurs, la sécurité de l'information et les réseaux de télécommunications de haute performance constituent une priorité du gouvernement en matière de recherche et développement.
En plus de nombreuses petites et moyennes entreprises (PME), des multinationales de l'économie numérique comme Amazon, eBay, PayPal, iTunes ou encore Vodafone sont désormais[Quand ?] présentes au Grand-Duché. Parallèlement, diverses entreprises de haute technologie s'y sont implantées, à l'image du fabricant de scanners en trois dimensions Artec 3D.
Le domaine de la production audiovisuelle bénéficie également de la politique du gouvernement par le biais de plusieurs schémas d'accompagnement public destinés à encourager son développement.

### Recherche et innovation

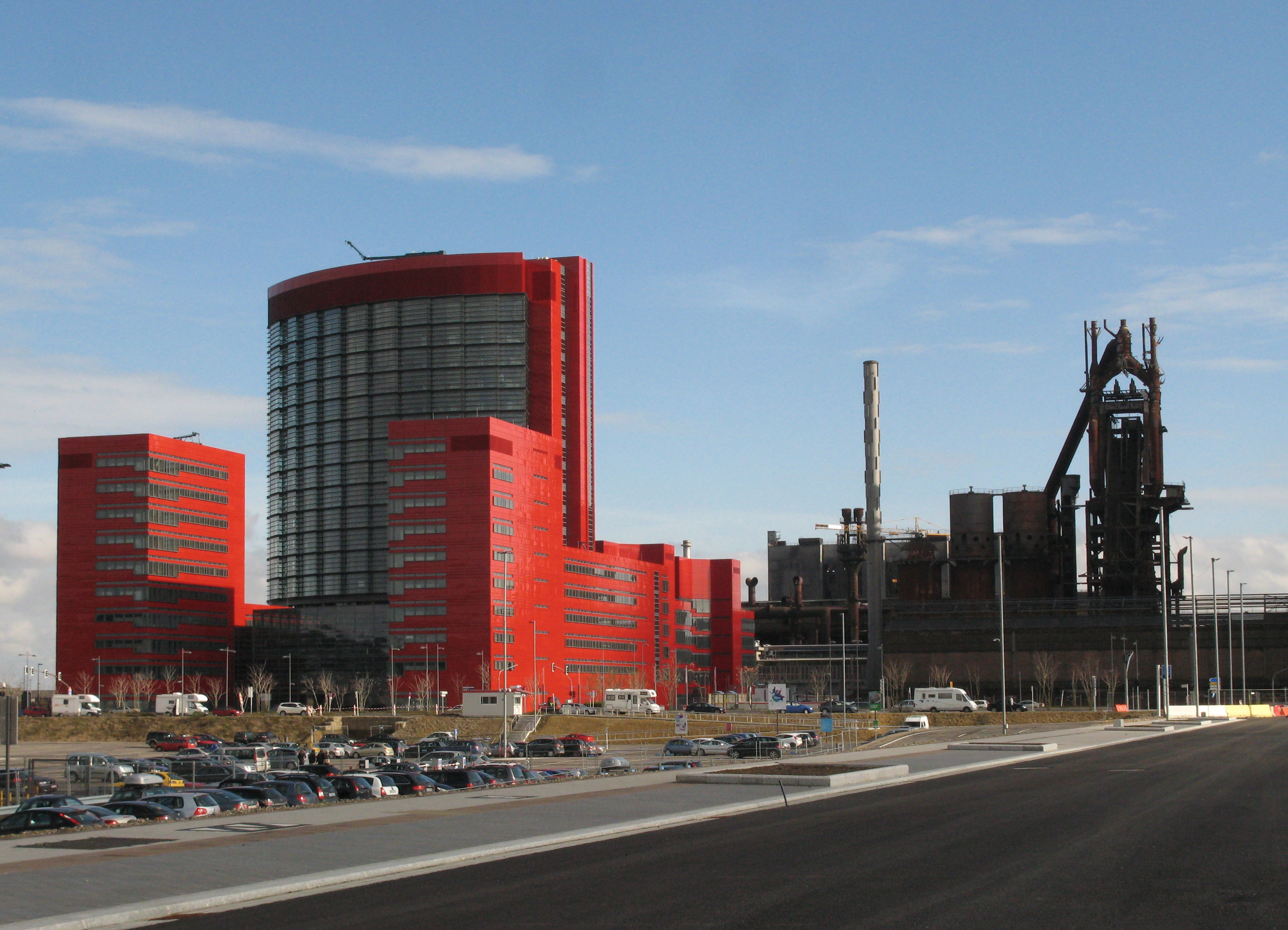
Le site d'Esch-Belval allie le passé et le futur avec les anciens hauts fourneaux de l'industrie sidérurgique et les bâtiments modernes de la finance ou de l'éducation (Université du Luxembourg).

Le gouvernement a procédé ces dernières années à des investissements importants en matière de recherche et d'innovation, et a mis en place toute une série d'instruments directs et indirects pour promouvoir ce domaine.
Ainsi, un cadre légal relatif à la promotion de la recherche, du développement et de l'innovation a été créé en juin 2009 afin de stimuler la capacité d'innovation des entreprises et organismes de recherche privés.
Le gouvernement a su mobiliser le montant de 700 millions d'euros en vue d'assurer la construction et l'équipement des bâtiments de l'université du Luxembourg ainsi que des institutions de recherche et d'innovation dans la Cité des sciences à Esch-Belval.
Il a procédé au cours de ces dernières années à un investissement substantiel de l'ordre de 140 millions d'euros dans le développement du secteur des technologies de la santé, afin de favoriser la diversification économique dans un secteur de pointe en pleine croissance.
Afin de consolider et de structurer davantage le système de recherche luxembourgeois, le gouvernement a regroupé en 2015 le Centre de recherche public Gabriel Lippmann et le Centre de recherche public Henri-Tudor au sein du Luxembourg Institute of Science and Technology, et a réuni l'Integrated Biobank of Luxembourg et le Centre de recherche public de la Santé au sein du Luxembourg Institute of Health. La recherche et l'innovation demeurent une priorité du gouvernement, ce dont témoigne l'enveloppe financière de 1,1 milliard d'euros pour la période 2014-2017, consacrée au contrat d'établissement de l'université du Luxembourg et aux contrats de performance des institutions de recherche publiques et du Fonds national de la recherche.
En 2024, le Luxembourg est classée en 20e position pour l'indice mondial de l'innovation.

### Logistique

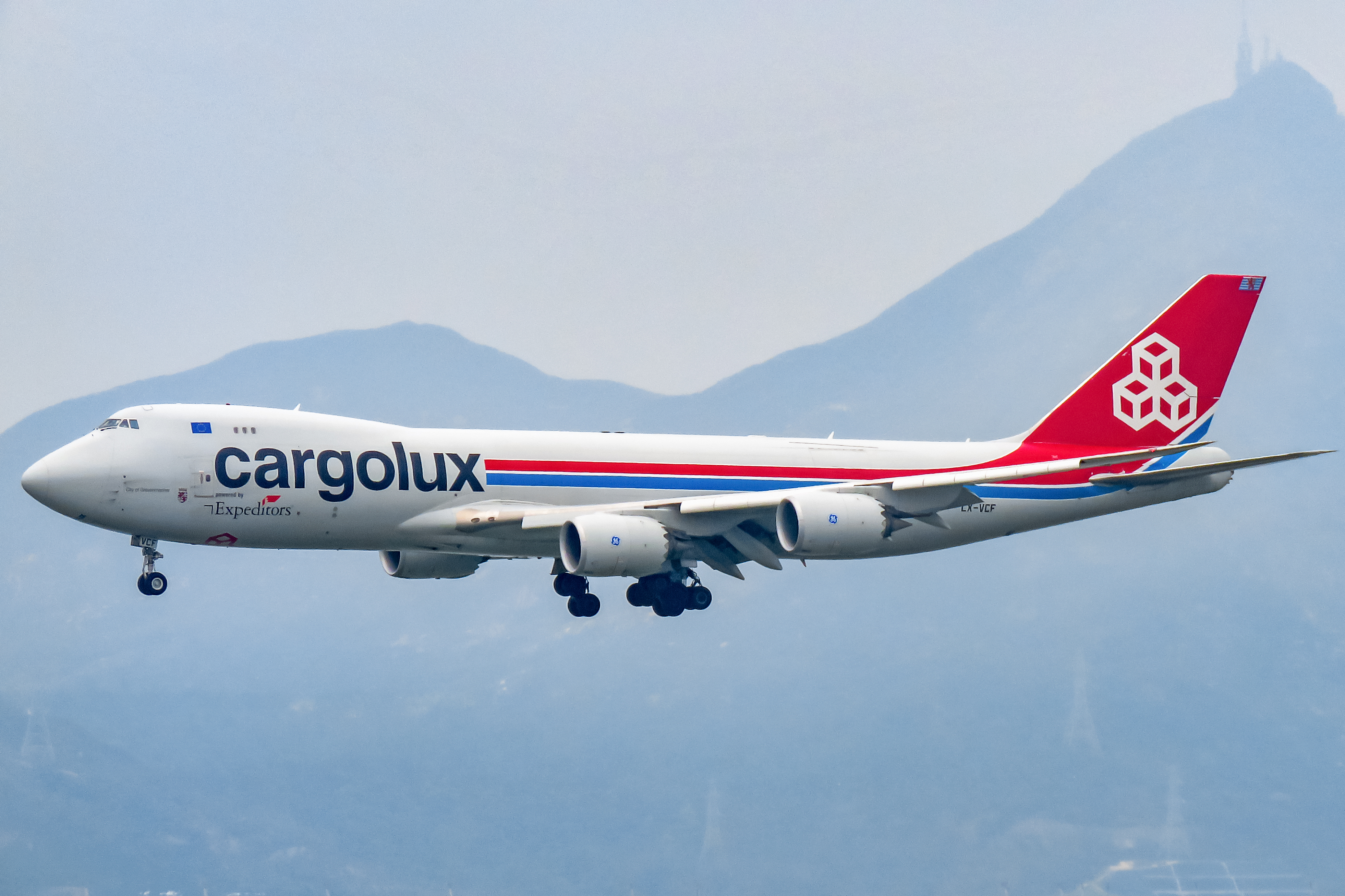
Boeing 747-400 de la société Cargolux.

Du fait de sa position géographique au cœur des marchés européens et à une distance raisonnable des grands ports de fret européens tels qu'Anvers ou Rotterdam, le Luxembourg est une plateforme idéale pour les activités relevant du domaine de la logistique. Les activités ne se limitent cependant pas au simple transport de marchandises, mais le but est de fournir un service à valeur ajoutée (conditionnement, préparation, expédition et facturation des marchandises).
Le Grand-Duché est ainsi une base opérationnelle pour de nombreux acteurs d'envergure mondiale dans le domaine de la logistique, tels que Cargolux, China Airlines, Cobelfret ou DB Schenker.
L'aéroport international du Luxembourg occupe une des premières places sur le plan européen pour ce qui est du fret. Ce secteur est renforcé par la présence du Freeport Luxembourg, zone de libre-échange établie en 2014 à proximité de l'aéroport. Sur une surface de 22 000 m2 sont définis de nouveaux standards en matière de préservation, d'entreposage ainsi que de gestion d'œuvres d'art et d'objets de valeur.
Par ailleurs, le gouvernement promeut le développement des écotechnologies visant à repenser toutes les activités produisant des biens et des services dans une perspective de développement économique durable.
La Société nationale de crédit et d'investissement compte parmi ses nombreux instruments un prêt spécifique destiné à soutenir la recherche, le développement et l'innovation.

### Autres activités
Avec ses paysages bien diversifiés (surtout le Nord et l'Est), la vieille ville de Luxembourg et ses vestiges de la forteresse, classée à l'UNESCO, ses 80 châteaux forts et châteaux, ses multiples trésors culturels, ses nombreux musées (en partie de niveau international), le tourisme joue lui aussi un rôle non négligeable dans l'économie luxembourgeoise. Luxembourg est également connu comme haut-lieu de la gastronomie, le grand-duché détenant, à ce jour, le plus de restaurants et des chefs étoilés par habitant au monde. Les vins et 'champagnes' (appelés crémants au Luxembourg), développés le long de la Moselle luxembourgeoise, vins qui, il y a moins de 50 ans encore réputés être d'une qualité assez moyenne, ont connu un développement fulgurant, remportant ainsi à l'heure actuelle régulièrement de nombreux prix dans le cadre de foires ou concours internationaux.
En 2015, le PIB par habitant du Luxembourg est le plus élevé au monde. Ce chiffre est toutefois biaisé par le fait que les travailleurs frontaliers des trois pays voisins qui contribuent à générer une grande partie de ce PIB ne sont pas pris en compte lors du calcul du PIB/tête d'habitant. Leur nombre est en effet assez important pour fausser substantiellement les statistiques : en 2009, ils étaient près de 150 000 (environ 50 % de Français, 26 % de Belges et 24 % d'Allemands). En 2019, ce sont plus de 100 000 frontaliers résidant en France et travaillant au Grand-Duché qui sont recensés. La dette publique de l'État luxembourgeois est une des plus faibles au monde.
Le salaire minimum du Luxembourg est le plus élevé de l'Union européenne : plus de 2 313 euros brut par mois en 2022 soit environ 2 037 euros net.

## Population et société

### Démographie

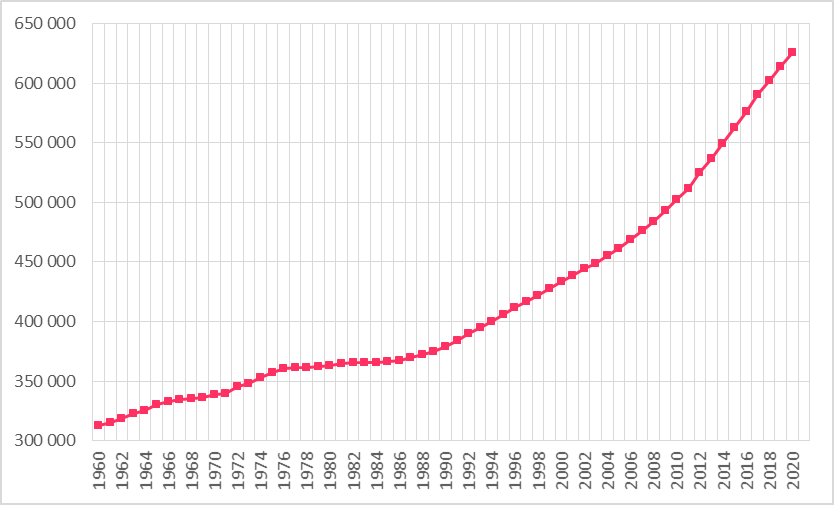
Évolution de la démographie entre 1961 et 2003 (chiffre de l'Eurostat, 2020).

Le Luxembourg comptait 660 809 habitants le 1er janvier 2023 avec une croissance de la population de 68 % en 50 ans, croissance démographique plutôt exceptionnelle en comparaison avec les pays proches. Cette croissance démographique est principalement le fait de l'immigration. En effet, le solde migratoire en moyenne annuelle sur la période 1960-2011 était de 7,7 % au Luxembourg, alors qu'il n'était que de 1,1 % dans l'UE-27. Dans les années 1990, le solde migratoire s'établit même à environ 10 % en moyenne annuelle.
Ainsi, 47,4 % de la population est de nationalité étrangère en 2023. Sur les 660 809 résidents, on estime à environ 347 402 le nombre de Luxembourgeois, à 92 101 le nombre de Portugais devant les Français, qui représentent avec 49 104 individus le deuxième plus grand groupe d'étrangers.
Depuis 1821, l'évolution démographique du Luxembourg a été :
| 1821    | 1839    | 1851    | 1861    | 1871    | 1880    | 1890    |
| ------- | ------- | ------- | ------- | ------- | ------- | ------- |
| 134 082 | 175 223 | 194 719 | 197 731 | 204 028 | 210 507 | 211 481 |

| 1900    | 1910    | 1922    | 1930    | 1947    | 1960    | 1970    |
| ------- | ------- | ------- | ------- | ------- | ------- | ------- |
| 234 674 | 259 027 | 261 643 | 299 782 | 290 992 | 314 889 | 339 841 |

| 1981    | 1991    | 2001    | 2011    | 2021    | 2022    | - |
| ------- | ------- | ------- | ------- | ------- | ------- | - |
| 364 302 | 384 634 | 439 539 | 512 353 | 643 941 | 660 809 | - |

| Histogramme de l'évolution démographique du Luxembourg |         |
| \| 1821 \| 134 082 \| \| 1839 \| 175 223 \| \| 1851 \| 194 719 \| \| 1861 \| 197 731 \| \| 1871 \| 204 028 \| \| 1880 \| 210 507 \| \| 1890 \| 211 481 \| \| 1900 \| 234 674 \| \| 1910 \| 259 027 \| \| 1922 \| 261 643 \| \| 1930 \| 299 782 \| \| 1947 \| 290 992 \| \| 1960 \| 314 889 \| \| 1970 \| 339 841 \| \| 1981 \| 364 302 \| \| 1991 \| 384 634 \| \| 2001 \| 439 539 \| \| 2011 \| 512 353 \| \| 2021 \| 643 941 \| \| 2022 \| 660 809 \| |         |
| 1821 | 134 082 |
| 1839 | 175 223 |
| 1851 | 194 719 |
| 1861 | 197 731 |
| 1871 | 204 028 |
| 1880 | 210 507 |
| 1890 | 211 481 |
| 1900 | 234 674 |
| 1910 | 259 027 |
| 1922 | 261 643 |
| 1930 | 299 782 |
| 1947 | 290 992 |
| 1960 | 314 889 |
| 1970 | 339 841 |
| 1981 | 364 302 |
| 1991 | 384 634 |
| 2001 | 439 539 |
| 2011 | 512 353 |
| 2021 | 643 941 |
| 2022 | 660 809 |

### Éducation

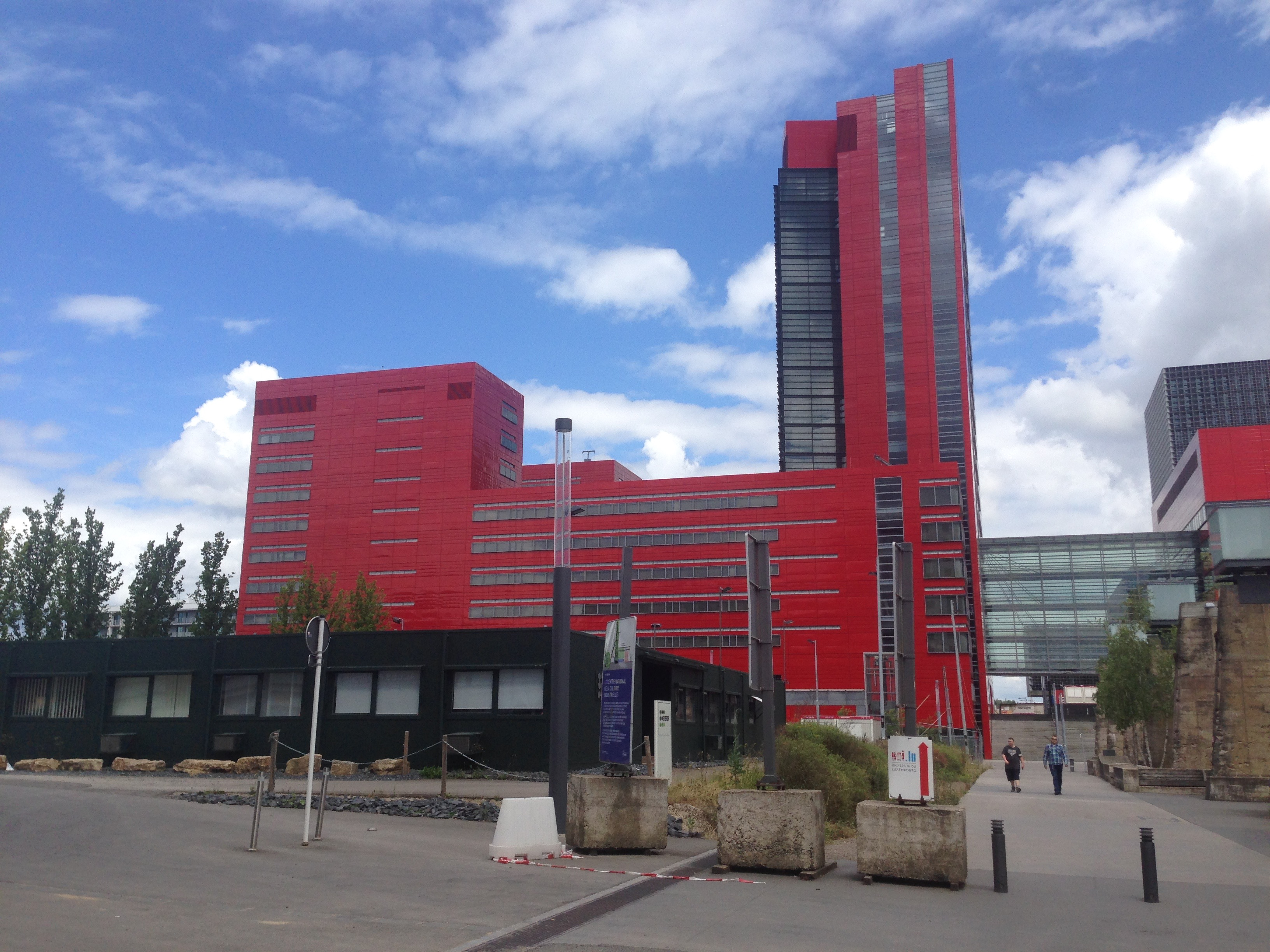
Université du Luxembourg, Campus Esch-Alzette Belval.

La Constitution luxembourgeoise permet à l'État d'organiser et de réglementer l'enseignement, obligatoire pour les enfants âgés de 4 à 16 ans. Ainsi, la majorité des écoles sont publiques et gratuites. Il existe cependant quelques écoles privées qui enseignent les mêmes programmes scolaires et préparent aux mêmes diplômes, mais elles sont payantes. À côté des écoles publiques et privées, quelques écoles étrangères payantes proposent un programme différent et ne délivrent par conséquent pas les mêmes diplômes.
Les neuf premières années de scolarité, dont la première est facultative, sont regroupées sous l'appellation d'« enseignement fondamental », découpée en quatre cycles : le premier est constitué d'une année d'éducation précoce (facultative) et deux années d'éducation préscolaire (obligatoires), les trois autres constituent l'enseignement primaire.
Les sept années suivantes constituent l'« enseignement secondaire », qui prépare aux études universitaires ou les six à huit années suivantes en ce qui concerne l'« enseignement secondaire technique », qui est orienté vers la vie professionnelle, en fonction de l'orientation choisie, bien qu'il permette aussi d'accéder à l'enseignement supérieur.
Ensuite, l'enseignement supérieur est proposé soit :
- par plusieurs lycées techniques, qui offrent des formations dans cinq grands domaines : arts appliqués, commerce, industrie, professions de santé et services. Ces formations, comprenant différentes spécialités, permettent d'obtenir un BTS (brevet de technicien supérieur) au bout de deux ou trois années d'études ;
- par l'université du Luxembourg, où les enseignements et la recherche sont organisés en facultés et en centres inter-disciplinaires qui regroupent des enseignements et des recherches sur des thématiques transversales et interdisciplinaires.

Le système scolaire luxembourgeois est marqué lui aussi par le multilinguisme, les trois langues officielles y sont pratiquées en fonction du cycle et des matières.

### Sport
Le Luxembourg est connu pour ses cyclistes, notamment grâce aux frères Fränk et Andy Schleck, ainsi que Kim Kirchen, tous les trois porteurs d'un maillot distinctif sur le Tour de France 2008, ainsi que pour la deuxième place d'Andy Schleck aux classements généraux des Tours de France 2009 et 2011 et sa victoire a posteriori au Tour de France 2010 à la suite de l'affaire de dopage impliquant Alberto Contador. Le cycliste Jempy Drucker est lui onze fois champion du Luxembourg, toutes catégories confondues en Cyclo-cross (de 2000 à 2011).
Quatre champions luxembourgeois ont remporté la Grande Boucle : François Faber en 1909 et Nicolas Frantz en 1927 et 1928, Charly Gaul en 1958 et enfin Andy Schleck en 2010.
Le 6 août 2010, en cyclisme, le jeune Bob Jungels (17 ans) a remporté le Championnat du monde juniors du contre-la-montre.
En athlétisme, Joseph Barthel a été champion olympique sur 1 500 mètres à Helsinki en 1952, et David Fiegen a été vice-champion d'Europe sur 800 mètres à Göteborg en 2006.
En tennis féminin, Anne Kremer et Claudine Schaul se sont illustrées dans ce sport en remportant plusieurs tournois WTA et ITF, notamment Anne Kremer qui fut la première joueuse de tennis luxembourgeoise à atteindre le top 20 (18e le 29 juillet 2002). Gilles Müller, le no 1 du tennis luxembourgeois, a battu Rafael Nadal, au 2e tour de Wimbledon en 2005. Gilles Müller mérite par ailleurs d'être reconnu pour la qualité de son service. Il réussit des aces sans nécessairement s'appuyer sur une qualité de vitesse extraordinaire – ses premières balles sont régulièrement frappées entre 190 et 200 km/h, et très rarement au-dessus de 205 km/h. En 2008, il est le premier Luxembourgeois à atteindre les quarts de finale de l'US Open. Plus jeune, il a remporté le tournoi junior de l'US Open en 2001, année où il termine champion du monde junior.
Bien que né en Autriche, le skieur Marc Girardelli a rapporté au Luxembourg, dont il a pris la nationalité, de nombreux titres mondiaux et médailles olympiques.

### Médias
Le Luxembourg peut se prévaloir d'un paysage médiatique étoffé et pluraliste. À côté d'une presse nationale dont les principaux quotidiens se qualifient volontiers d'opinion, les titres étrangers, les médias audiovisuels et les nouveaux supports sont abondants.
Face à une population parfaitement polyglotte, l'utilisation des trois langues usuelles du pays — luxembourgeois, allemand, français — est une des particularités les plus frappantes de la presse luxembourgeoise. Certains d'entre eux accueillent aussi des articles dans l'autre langue et en luxembourgeois. Les titres les plus lus du pays sont le « Luxemburger Wort » et le journal gratuit « L’essentiel », qui ne cesse de se développer depuis son lancement en 2007.
Dans l'audiovisuel, ce n'est qu'au début des années 1990 que le monopole en place depuis les premiers pas de la radio dans les années 1920 tombe avec la libéralisation des ondes. Une grande partie de la population est abonnée à la télévision par câble. En outre, la télévision numérique terrestre est disponible au Luxembourg depuis 2006. Le secteur cinématographique se développe de plus en plus ces dernières années, avec des sociétés comme Samsa Film, Tarantula, ou encore Invictus Company Productions.
Dans la presse écrite, du moins avant l'apparition d'organes de presse exclusivement francophones au début des années 2000, il est usuel de trouver côte à côte sur une même page des articles en langue allemande et en langue française.
Le Luxembourg ne connaît par contre ni le phénomène de groupes de médias à capitaux familiaux, ni celui de médias dominés par des capitaux industriels. Quatre groupes de médias dominent le marché : RTL Group du côté de l'audiovisuel, Mediahuis Luxembourg, Editpress et Maison Moderne du côté de la presse écrite.

### Langues
| Langue maternelle | Pourcentage |
| ----------------- | ----------- |
| Luxembourgeois    | 52 %        |
| Portugais         | 16,4 %      |
| Français          | 16 %        |
| Allemand          | 2 %         |
| Autres langues    | 13,6 %      |

Son histoire, sa situation au sein d'un carrefour géographique et sa petite taille font du Luxembourg un pays largement multilingue. Comme déterminé par la loi du 24 février 1984, le Luxembourg n'a qu'une seule langue nationale, qui est le luxembourgeois. Elle est définie comme la langue maternelle ou « langue du cœur » des Luxembourgeois et est la langue qu'ils utilisent généralement pour se parler ou s'écrire. Le luxembourgeois est la langue propre à la population locale et en faisant partie des langues franciques mosellanes elle est partiellement intelligible avec l'allemand standard voisin. Cependant le luxembourgeois comprend également plus de 5 000 mots d'origine française. Sa connaissance est un important critère de naturalisation.
En plus du luxembourgeois, le français et l'allemand sont également utilisés dans les affaires administratives et judiciaires, ce qui en fait les trois langues administratives du Luxembourg. En vertu de l'article 4 de la loi promulguée en 1984, si un citoyen pose une question en luxembourgeois, allemand ou français, l'administration doit répondre, dans la mesure du possible, dans la langue dans laquelle la question a été posée.
Le Luxembourg est largement multilingue : en 2012, 52 % des citoyens déclarent le luxembourgeois comme langue maternelle, 16,4 % le portugais, 16 % le français, 2 % l'allemand et 13,6 % de langues différentes (principalement l'anglais, l'italien ou l'espagnol),. Même si le français n'est la langue maternelle que de 16 % des résidents luxembourgeois (arrivant en 3e position), 98 % de ses citoyens sont capables de le parler à un niveau plus ou moins élevé. Ceci est principalement dû au fait que la grande majorité des Luxembourgeois ainsi que des citoyens portugais peuvent la revendiquer comme deuxième ou troisième langue. En 2018, une grande partie de la population locale était capable de parler plusieurs autres langues et, à ce titre, 80 % des citoyens ont aussi déclaré pouvoir tenir une conversation en anglais, 78 % en allemand et 77 % en luxembourgeois, revendiquant ces langues comme leur respectivement deuxième, troisième ou quatrième langue.
Chacune de ces trois langues est utilisée comme langue principale dans certaines sphères de la vie quotidienne, sans être exclusive. Bien que le luxembourgeois soit la langue nationale du Grand-Duché et soit considéré comme la langue que les Luxembourgeois utilisent généralement pour se parler et s'écrire (avec une augmentation récente de la production de romans et de films dans cette langue), les nombreux travailleurs expatriés (environ 44 % de la population) ne l'utilisent généralement pas pour se parler.
La plupart des communications commerciales et écrites officielles se font en français, qui est également la langue la plus utilisée pour la communication publique, les déclarations officielles écrites, les affichages publicitaires et les panneaux de signalisation étant généralement en français. En raison de l'influence historique du Code Napoléon sur l'ordre juridique du Grand-Duché, le français est également la seule langue de la législation et généralement la langue préférée du gouvernement, de l'administration et de la justice. Les débats parlementaires sont cependant principalement menés en luxembourgeois, tandis que les communications écrites du gouvernement et les documents officiels (par exemple, décisions administratives ou judiciaires, passeports, etc.) sont rédigés principalement en français et en allemand.
Bien que la vie professionnelle soit largement multilingue, le français est décrit par les chefs d'entreprise du secteur privé comme la principale langue de travail de leurs entreprises (56 %), suivi du luxembourgeois (20 %), de l'anglais (18 %) et de l'allemand (6 %).
L'allemand est très souvent utilisé dans la plupart des médias avec le français et est considéré par la plupart des Luxembourgeois comme leur deuxième langue. Cela est principalement dû à la grande proximité de l'allemand avec le luxembourgeois, mais aussi parce qu'il s'agit de la première langue enseignée aux enfants à l'école primaire (langue d'alphabétisation). Le français est enseigné à l'école seulement dès l'âge de sept ans, cependant l'enseignement secondaire se fait majoritairement en français.
Du fait de l'importante communauté d'origine portugaise, la langue portugaise est de facto assez présente au Luxembourg, bien qu'elle reste limitée aux relations au sein de cette communauté ; bien que le portugais n'ait aucun statut officiel, l'administration détient parfois certains documents informatifs disponibles en portugais.
Illustration du multilinguisme : il est fréquent que les journaux ou sites internet institutionnels fassent s'alterner des articles en français, en allemand et en luxembourgeois, sans que chaque article ne soit traduit dans les deux autres langues.
L'anglais est rarement utilisé dans la vie quotidienne mais vivement requis dans certains domaines de la vie socio-économique (secteur bancaire, compagnies aériennes, etc.) et étudié par tous les lycéens.
La langue des signes allemande est la langue des signes officiellement reconnue depuis 2018 et était déjà utilisée dans le système éducatif.

### Religions

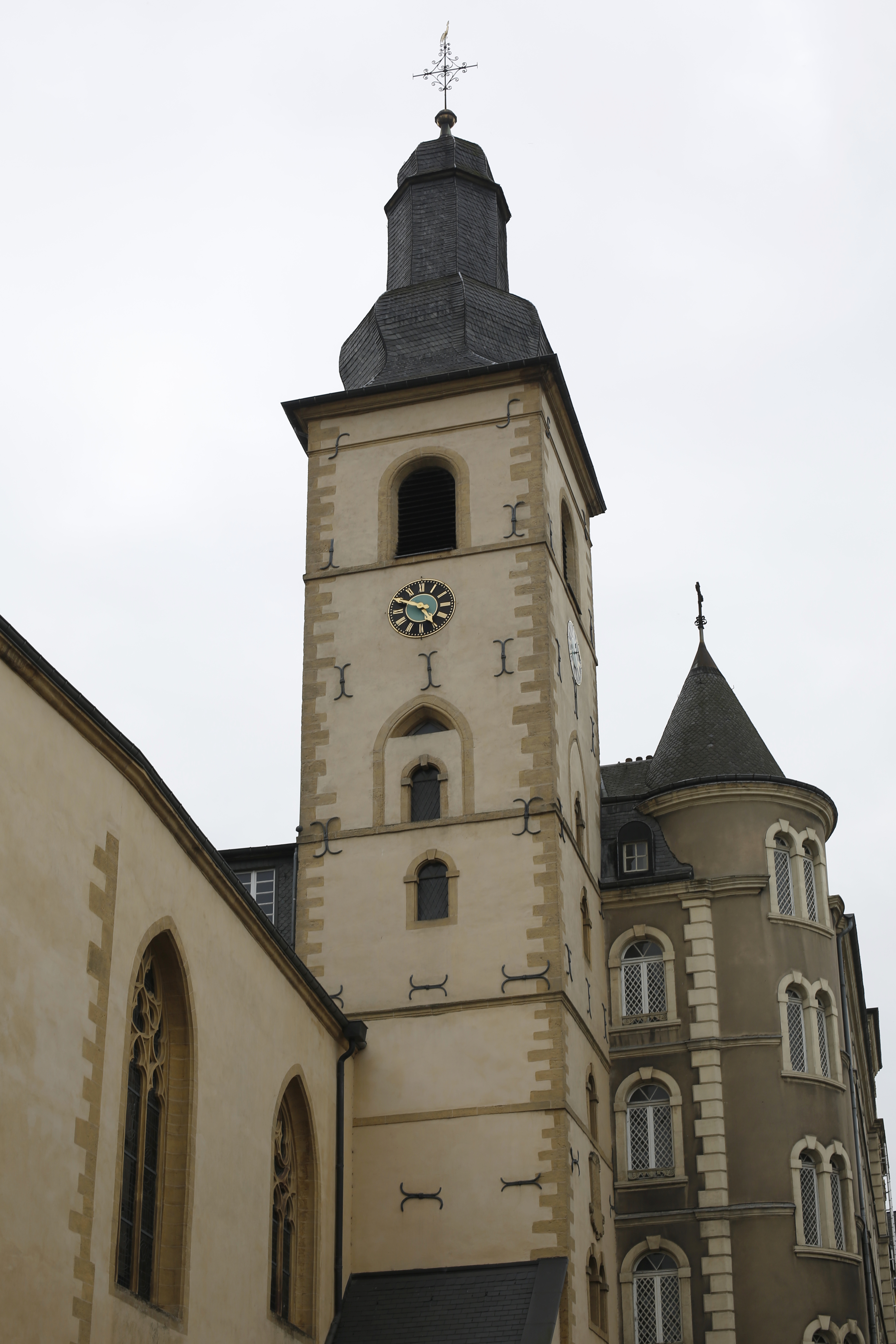
L'église Saint-Michel de Luxembourg est l'un des plus anciens lieux de culte du pays.

L'article 19 de la Constitution luxembourgeoise garantit la liberté des cultes, celle de leur exercice public, ainsi que la liberté de manifester ses opinions religieuses.
Au Luxembourg, on considère que les communautés religieuses exercent un rôle public. Dans ce contexte, et comme le dispose l'article 22 de la Constitution, les sphères qui requièrent la coopération entre l'Église et l'État sont réglées par des conventions.
Un accord signé en janvier 2015 entre le gouvernement et les communautés religieuses établies au Luxembourg réformera les relations entre l'État et ces mêmes communautés. Les relations entre l'État et les cultes seront adaptées aux réalités sociétales, un cours commun « éducation aux valeurs » sera introduit dans l'enseignement public et les relations entre les communes et les cultes seront réformées en ce qui concerne les fabriques d'église.
Il ressort de plusieurs enquêtes sur les valeurs au Luxembourg que le pays connaît, malgré des certitudes morales affichées, un véritable effondrement de l'importance accordée à la religion.
Parmi les grands événements religieux du Grand-Duché, on peut compter l'Oktav, la procession dansante d'Echternach et le pèlerinage à Notre-Dame de Fátima à Wiltz.
Selon le Pew Research Center, en 2010, 70,4 % des habitants du Luxembourg sont chrétiens, principalement catholiques (65,9 %) et dans une moindre mesure protestants (3,2 %), alors que 26,8 % de la population n'est pas affilié à une religion et que 2,3 % sont musulmans et 0,5 % pratiquent une autre religion.

## Culture

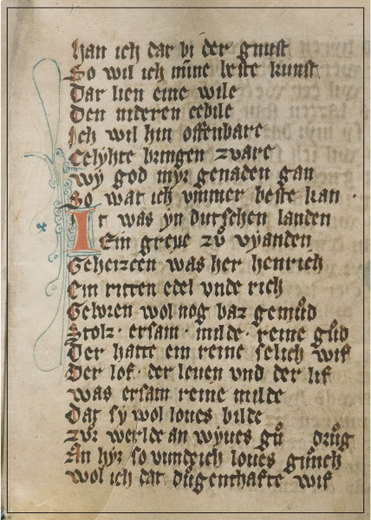
Extrait du Codex Mariendalensis qui contient la Vie de Yolande de Vianden rédigée entre 1320 et 1330 par Hermann de Veldenz dans une scripta en moyen-francique.

### Littérature
- Littérature du Luxembourg (en), Prix Servais, Prix Batty Weber (en)
- Écrivains du Luxembourg (en)

Une des principales caractéristiques de la littérature luxembourgeoise est due à l'environnement linguistique né de la situation géographique et de l'histoire du Luxembourg, qui se trouve à la croisée des cultures romane et germanique.
C'est ainsi que s'est développé au fil des siècles un environnement linguistique unique, caractérisé par l'association et la coexistence au quotidien de trois langues : le luxembourgeois, l'allemand et le français. Le multilinguisme sous-tend la littérature luxembourgeoise et influence le parcours des écrivains luxembourgeois.
D'un point de vue purement linguistique, il n'existe pas une littérature luxembourgeoise mais, à proprement parler, des littératures luxembourgeoises s'exprimant en trois, voire en quatre langues si l'on y compte les auteurs anglophones. Cette production polyphone est répertoriée sous le terme collectif de Luxemburgensia qui englobe toutes les œuvres littéraires et documents imprimés soit rédigés par des Luxembourgeois, soit produits au Luxembourg, soit ayant pour sujet le Luxembourg, et ce quelle qu'en soit la langue.
La littérature de langue allemande est la plus accessible et la plus répandue au Luxembourg, même si, depuis quelques années, des talents en langue luxembourgeoise se dévoilent de plus en plus. La littérature luxembourgeoise d'expression française est plus modeste en nombre de publications, mais très remarquée à l'étranger.

### Théâtre et danse
La Fédération luxembourgeoise des théâtres professionnels rassemble de nombreuses salles dont le Grand Théâtre de Luxembourg, le Théâtre des Capucins ou encore le Théâtre d'Esch.	
À côté du théâtre, du ballet ou de l'opéra traditionnels, le spectacle s'est diversifié, pour présenter de la danse contemporaine, des spectacles jeune public, de l'improvisation, du théâtre de rue, etc. Les spectacles pour enfants et jeunes trouvent également une place de plus en plus importante dans le paysage culturel luxembourgeois.
Plusieurs compagnies se consacrent à la création de spectacles déstinés aux publics plus jeunes et des événements comme le festival international de théâtre de marionnettes (festival bisannuel) ou Traffo, le programme Jeunes Publics du CarréRotondes, contribuent à faire du spectacle jeune public un élément supplémentaire des scènes luxembourgeoises.

### Musique

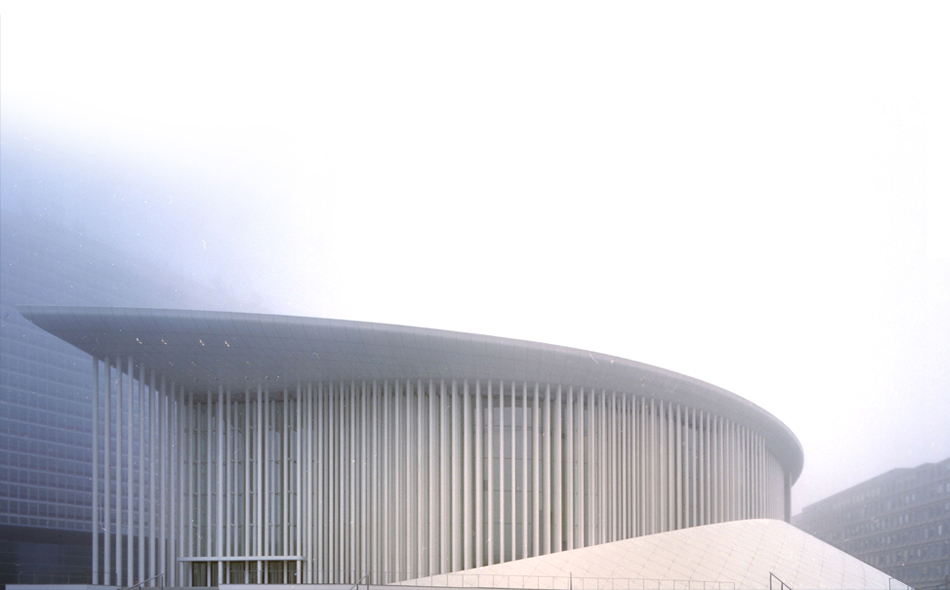
Philharmonie Luxembourg.

La musique est sans doute la discipline culturelle la plus présente dans la vie quotidienne des Luxembourgeois. De la pratique amateur dans les chorales, harmonies et fanfares locales à la prolifération de groupes de rock, en passant par les classes des écoles de musique et conservatoires, nombreux sont les citoyens qui ont, du moins à un certain moment de leur vie, fait de la musique. De plus, les Luxembourgeois se rendent volontiers à des concerts de tous styles et participent en masse à des festivals de musique en plein air tels que le Blues'n Jazz Rallye, le Zeltik, le Rock-A-Field ou encore la Fête de la musique.
À part quelques artistes dans les années 1980 comme Jimmy Martin, peu de musiciens professionnels se sont fait connaître au Luxembourg. Cependant, de nombreux groupes semi-professionnels se sont créés dans les années 1990 comme les groupes T42, Moof ou encore No Name. Aujourd'hui, plus de 50 groupes existent au Luxembourg, ils sont soutenus par la Rockhal, un lieu culturel réputé au Grand-Duché. Certains groupes parviennent même à dépasser les frontières luxembourgeoises, comme Eternal Tango, Inborn ou Rome (Jerome Reuter).
Le Luxembourg s'est également fait connaître sur la scène internationale pour sa participation au Concours Eurovision de la Chanson. Il a participé dès la première édition du Concours en 1956 et jusqu'à son retrait après l'édition 1993. Il détient cinq victoires à son actif, et après trente ans d'absence, a fait son retour en 2024 avant de participer à nouveau l'année suivante. Une présélection nationale visant, avant tout, à développer la scène musicale au Luxembourg et à mettre en avant des artistes peu connus a été utilisée comme méthode pour sélectionner Tali, représentante du pays en 2024, et sera à nouveau utilisée en 2025.
Avec l'inauguration de deux salles de concert majeures en 2005, la Philharmonie Luxembourg, Salle de concert Grande-Duchesse Joséphine-Charlotte, et la Rockhal, Centre de musiques amplifiées, la scène musicale du Luxembourg a gagné encore davantage en dimension.

### Cinéma

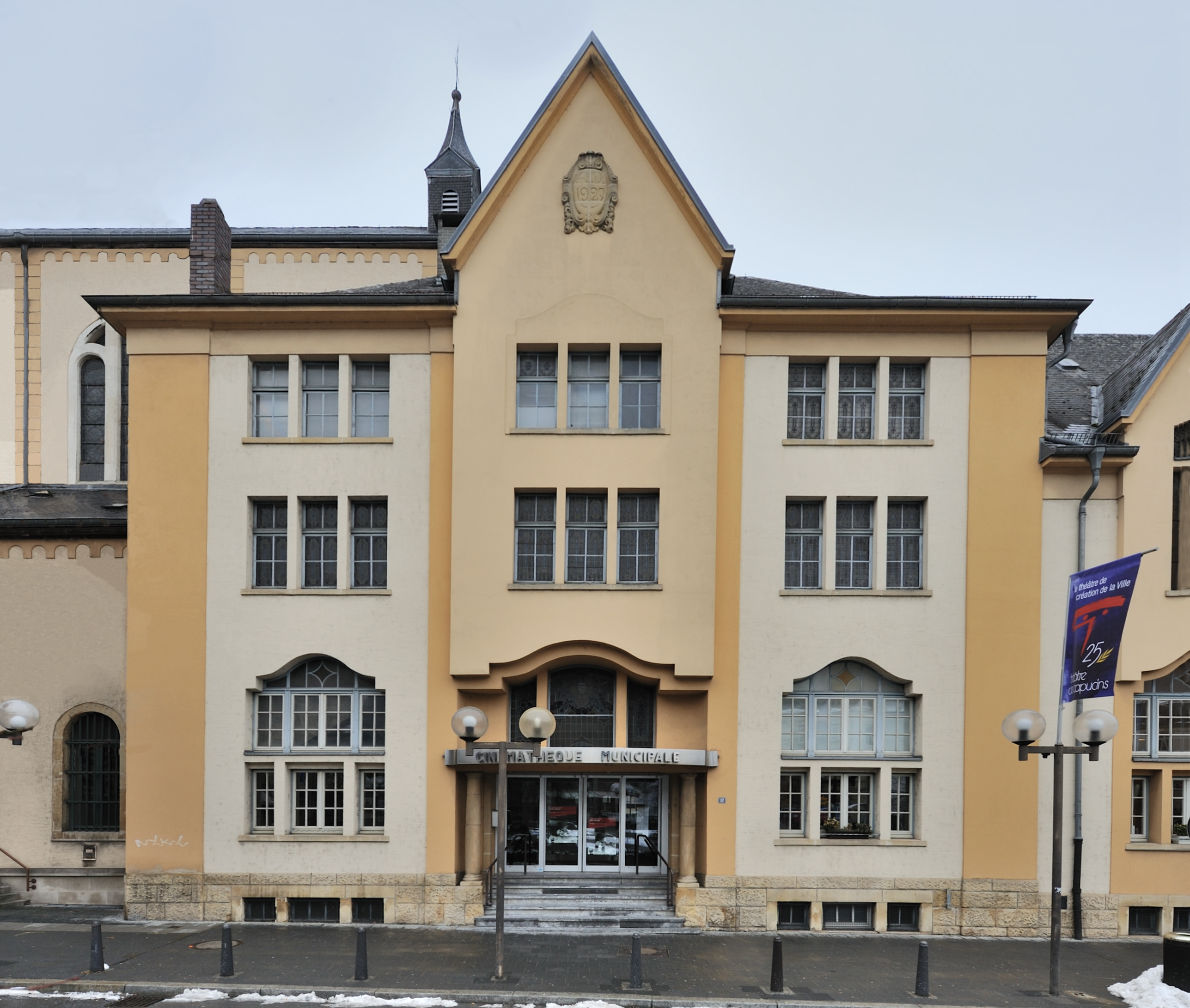
La cinémathèque de la Ville de Luxembourg, place du Théâtre.

À la fin des années 1980, le législateur luxembourgeois a mis en place un cadre légal et réglementaire visant le soutien à la production audiovisuelle. Le Fonds national de soutien à la production audiovisuelle (abrégé en Fonspa) est créé par la loi du 11 avril 1990. Cette loi a notamment pour but de soutenir, par un mécanisme d'avances sur recettes, la production, la coproduction et la distribution des œuvres d'origine luxembourgeoise.
Le pays (co)produit annuellement une quinzaine de longs métrages, sans oublier les multiples documentaires et courts métrages. La professionnalisation du cinéma luxembourgeois a commencé dans les années 1990. Depuis lors, le Luxembourg dispose de plusieurs sites de tournage (Studio 352 à Contern et Filmland à Kehlen), d'une académie du film (D'Filmakadémie) et d'un prix de cinéma (Lëtzebuerger Filmpräis).
La quasi-totalité des films est diffusée au Luxembourg en version originale, accompagnée de sous-titres. Rares sont les versions synchronisées, mis à part pour les films destinés aux enfants. L'ensemble des salles de cinéma luxembourgeoises projette les films en format numérique.

### Architecture

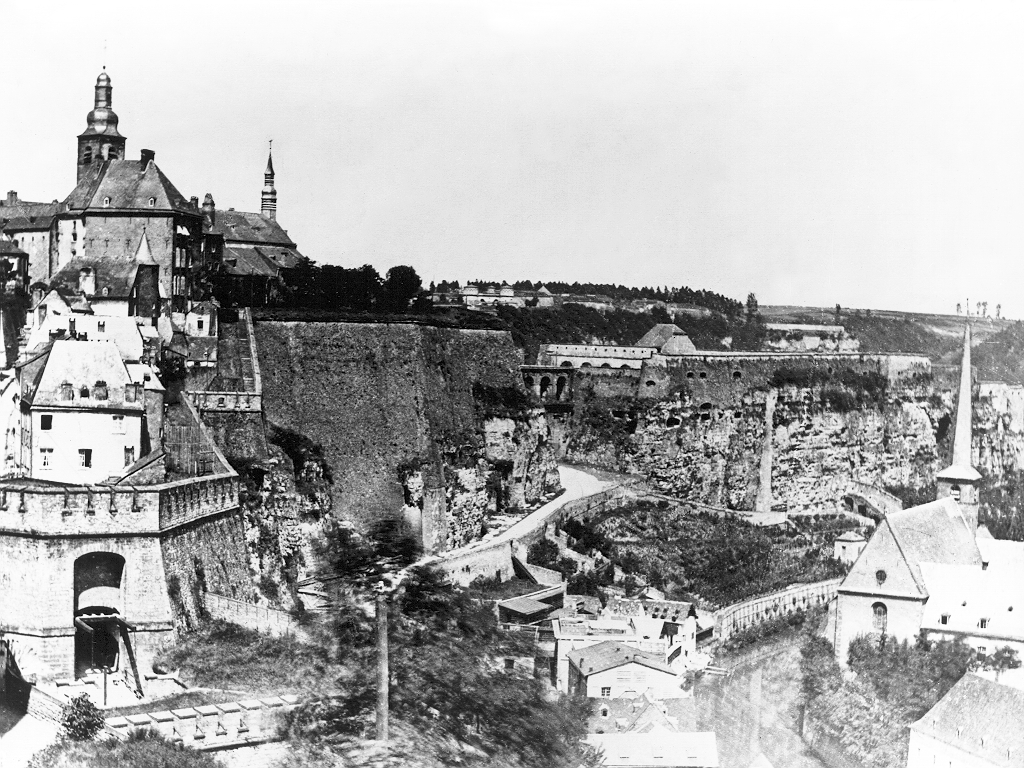
La forteresse de Luxembourg, avant sa démolition en 1867.

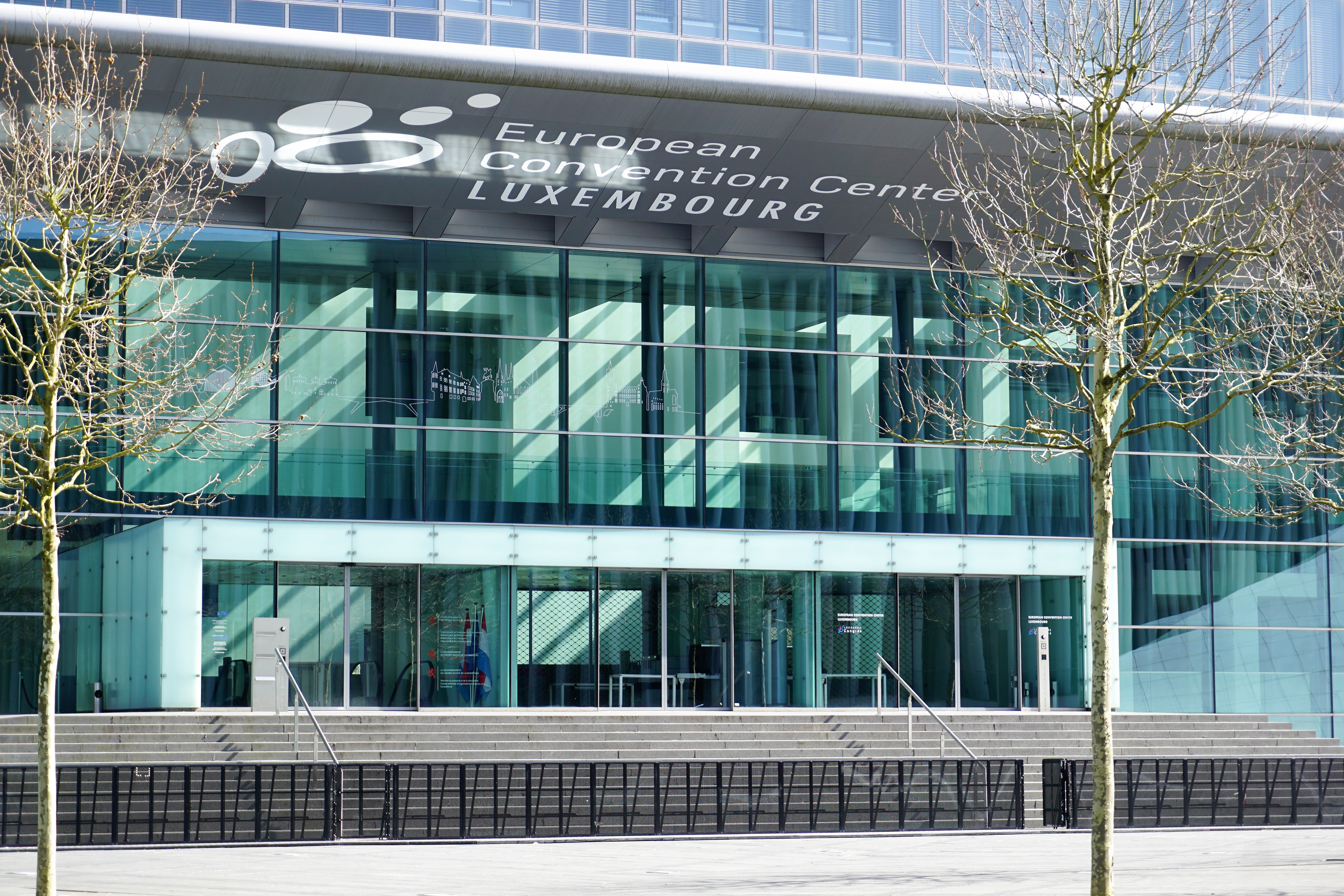
Le European Convention Center Luxembourg au cœur du quartier européen de Luxembourg.

Un musée de Ieoh Ming Pei contre un manoir datant du Moyen Âge, une place de l'Europe signée Ricardo Bofill contre les fortifications militaires de Vauban : l'architecture au Luxembourg, c'est avant tout une histoire de coexistence, de mélange entre les vestiges d'antan bien conservés et d'étonnantes créations modernes. Plus encore, cette architecture est révélatrice d'une histoire tumultueuse, d'un passé industriel marquant et d'un développement économique impressionnant.
On trouve la forteresse millénaire au cœur du quartier de la vieille ville à Luxembourg, patrimoine mondial : il s'agit des vestiges d'une époque où Luxembourg était surnommé « le Gibraltar du Nord », justement à cause de son imposante forteresse, qui fut démantelée dès 1867. Or, des constructions résolument modernes, signées notamment Perrault, de Portzamparc, Meier et Böhm, viennent se mêler aux témoins du passé, seulement quelques pas plus loin, sur le plateau de Kirchberg. Simple champ aux alentours des années 1950, cette surface s'est rapidement transformée en centre européen, financier et culturel du pays.
Au sud, les vestiges de la sidérurgie, autrefois pilier de l'économie luxembourgeoise, côtoient aujourd'hui des laboratoires de recherche ultramodernes, ainsi que les bureaux branchés de l'industrie créative. Un peu partout au pays, des architectes de renommée internationale ont marqué ce mélange aisé du passé, du présent et du futur de leurs idées et de leur savoir-faire. En même temps, la scène architecturale luxembourgeoise est extrêmement vivante : en 2013 quelque neuf cents architectes sont inscrits à l'Ordre des architectes et ingénieurs-conseils (OAI), s'y ajoutent quatre cent cinquante ingénieurs-conseils et une quarantaine d'architectes d'intérieur. Qu’il s’agisse de bâtiments publics (musées, centres culturels, Cité judiciaire) ou de résidences privées, les architectes luxembourgeois savent imposer leur style, aussi à l'étranger.